# 皓镧传
皓鑭傳（英語：The Legend of Hao Lan），是東陽歡娛影視文化有限公司出品，李達超執導的2019年中国大陆古裝劇，背景為戰國時期，由吳謹言、聶遠、寧靜及茅子俊領銜主演，並由海鈴、王志飛、洪堯、姜梓新及何奉天聯合演出。本剧於2017年12月开鏡，2018年4月殺青。
《皓鑭傳》一劇以戰國晚期為背景，故事圍繞秦趙兩國鬥爭而展開。趙國御史之女李皓鑭（吳謹言 飾）因家族鬥爭被迫为奴，被商人呂不韋（聶遠 飾）買下。后来与當時的秦國質子嬴異人（茅子俊 飾）几经波折，发生感情。李皓鑭積極尋求改變命運、呂不韋一心想成為人中之王、嬴異人迫切需要返回秦國，三人為不同目的而結盟，聯手在戰國歷史洪流中追求各自理想。本劇於2019年1月19日在爱奇艺上线首播。《皓鑭傳》是無線2019年首套于8:30播出的中國劇。
《皓镧传》是《Google 2019年度搜尋排行榜》香港熱爆關鍵字組的第三位及台灣快速竄升電視劇組別的第四位。

## 播出时间
| 频道                           | 所在地                                                                                        | 播映日期       | 播出时间                                                                     | 备注                                                                                            |
| ------------------------------ | --------------------------------------------------------------------------------------------- | -------------- | ---------------------------------------------------------------------------- | ----------------------------------------------------------------------------------------------- |
| 爱奇艺                         | 中国大陆 · 臺灣                                                                               | 2019年1月19日  | 每週六至週二20:00更新2集 2019年2月6日起，每日20:00更新2集 愛奇藝VIP搶先看8集 |                                                                                                 |
| myTV SUPER免費區               | 香港                                                                                          | 2019年2月4日   | 每晚23:30更新                                                                |                                                                                                 |
| 翡翠台                         | 香港                                                                                          | 2019年2月4日   | 星期一至五 20:30-21:30 星期六 20:30-22:30                                    |                                                                                                 |
| 翡翠台                         | 马来西亚                                                                                      | 2019年2月4日   | 星期一至五 20:30-21:30 星期六 20:30-22:30                                    |                                                                                                 |
| Astro AOD Astro AOD HD         | 马来西亚                                                                                      | 2019年2月4日   | 星期一至五 20:30-21:30 星期六 20:30-22:30                                    | Astro旗下VOD服務On Demand， 将于1月19日起，星期六至二 20:00 將與中國爱奇艺VIP同步提供最新劇集。 |
| 翡翠台                         | 新加坡                                                                                        | 2019年2月4日   | 星期一至五 20:30-21:30 星期六 20:30-22:30                                    |                                                                                                 |
| HUB戲劇首選                    | 新加坡                                                                                        | 2019年1月19日  |                                                                              | 與中國同步播出                                                                                  |
| 衛視中文台                     | 新加坡 · 马来西亚 · 泰國 · 菲律賓 · 印度尼西亞 · 柬埔寨 · 緬甸 · 英国 · 沙烏地阿拉伯 · 阿联酋 | 2019年1月19日  | 星期六 22:00 (首集) 星期一至五 22:00－23:00 (GMT+8)                          |                                                                                                 |
| 新时代2高清台                  | 加拿大                                                                                        | 2019年2月4日   | 星期一至五 16:30-17:30 星期六 14:00-16:00（两集连播）                        | 西岸时间／温哥华                                                                                |
| 新时代2高清台                  | 加拿大                                                                                        | 2019年2月4日   | 星期一至五 19:30 - 20:30 星期六 17:00-18:00（两集连播）                      | 东岸时间／多伦多                                                                                |
| 愛爾達綜合台                   | 臺灣                                                                                          | 2019年9月16日  | 星期一至五 19:00-20:00                                                       |                                                                                                 |
| 八大第一台                     | 臺灣                                                                                          | 2019年10月30日 | 星期一至五 21:00-22:00                                                       |                                                                                                 |
| NHK BS Premium                 | 日本                                                                                          | 2020年5月10日  | 星期日 21:00-22:00                                                           | 日本時間                                                                                        |
| Astro华丽台HD 翡翠台（大马版） | 马来西亚                                                                                      | 2020年7月8日   | 星期一至五 17:30-18:30                                                       |                                                                                                 |
| 翡翠台                         | 香港                                                                                          | 2021年4月22日  | 星期一至五 10:30-11:30                                                       | 5月19日、6月14日、7月1日暫停播映                                                                |
| J2                             | 香港                                                                                          | 2023年8月10日  | 星期一至五 19:30-20:30                                                       |                                                                                                 |

## 剧情简介
《皓镧传》是一部集宫廷、权谋、战争、爱情为一体的古装大剧，反映春秋战国时期变幻不定，波云诡谲的宫廷生活，讲述由主人公赵国御史李赫之女李皓镧，腹黑冷酷无情无欲的衛国商人吕不韦，隐忍执拗宁负天下人也要守护皓镧的秦王嬴异人在乱世纷争的岁月里掀起的一场波涛汹涌的风云变故。那时候，秦国与赵国征战不休，时局难稳，就连秦王孙异人都落入赵国内廷成为赵国人质。赵国御史李赫的女儿李皓镧遭到主母妒恨陷害，不仅被害得家破人亡，身败名裂，还不幸被主母卖出。也许，从皓镧遭受迫害离开李府的那一刻起就注定她一生是要走上与平常女子不同的道路，或是巧合，或是上天安排的注定际遇的皓镧遇到不得志的吕不韦之后，吕不韦见其可怜将其买下将她训成舞姬运往赵国内廷，献给当时赵王，也因此受到赵王的青睐，几乎成为赵王少妃。吕不韋在牢里巧遇嬴异人，觉得他是奇货可居，决定不惜耗尽千金，扶持他登上秦國王位。皓镧先后与吕不韦及當時的秦國質子嬴異人几经波折，发生感情，两人皆对皓镧有情有义。然而，这却引起对异人心生爱慕的公主雅的嫉恨，其几次联合其母厉王后密谋计策欲置皓镧于死地。幸而皓镧得到与她一同入宫的吕不韦及异人相助，三人联手对抗公主雅及厉王后一次又一次处心积虑的陷害，躲过她们无数阴谋圈套。
后来，皓镧和异人终于顺利结为连理，又遇到秦国大举进攻坑杀赵国军队四十万人，此举对于在赵国当人质的异人而言极其不利，这意味着异人的生命将会受到严重的威胁。期间，公主雅及厉王后也未曾停止过对皓镧实施各种迫害，最终非但没能害成皓镧，反而害得自己送命。一时之间，赵国内廷因为各种事情接踵发生而使得内廷里人人自危，吕不韦趁机利用皓镧在赵国内廷挑起事端扰乱赵国内廷，以此寻得良机带秦王异人逃离赵国回归秦国。怎料秦国奸臣宦官嫉妒吕不韦的权势地位，一心想将其拉下台，于是在秦国散播谣言说皓镧之子嬴政的父亲不是异人而是吕不韦。而此时，秦王异人病情加重，不治身亡，嬴政登基。嬴政因為呂不韋掌握朝政多年而感到不滿，又因忌惮吕不韦的权势过大会威胁到自己的地位而把他流放了，呂不韋多次派官員為太后向秦王政求情，最後，嬴政去親自迎接太后回咸陽宮，卻得知原來平嫪毐之亂、剷除呂不韋等都是太后早就佈下的局，好讓嬴政能夠成為堂堂正正、能夠稱霸天下的大秦之主。

## 演員表

### 主要演員
| 演員   | 角色        | 介紹 | 配音   | 粵語配音 | 歷史考證 |
| 吳謹言 | 李皓镧/趙姬 | 赵国御史之長女→呂府舞姬→旭日宮女官→秦王孫婦→秦太子婦→秦國王后→秦國王太后→秦朝帝太后 李赫、王婉兒之女 高敏之继女 李岫玉之异母姐 高昊阳之继表妹 公子蛟之初恋情人 吕不韦之情人 殷小春之挚友 嬴异人之妻 嬴政之母 嫪毐之义姐 子婴、子卿之养母兼嫡祖母 聪明正直，原本过着无忧无虑的生活，救了被刺客刺杀的公子蛟一命后，与之相恋，后却遭公子蛟无情抛弃。由于继母高敏的迫害，母亲由嫡妻转妾，不仅家破人亡，身败名裂，还被卖出去，幸而后来遇到不得志的吕不韦将其买下,训成舞姬献给赵王，得到赵王好感，差点成了赵王少妃。由于屡屡遭到迫害，皓镧变得独立好强，一心追求平等与自由。她与吕不韦、嬴异人因为各自的目的达成同盟，积极谋求归秦之道。因命運的安排與嬴异人结为连理。 內容 第1集被李岫玉、高敏陷害與人私奔，存活下來後回到李府，親眼目睹高敏殺害王婉兒還有李岫玉和公子蛟的婚禮,悲痛万分。後來被高敏賣掉，故意在臉上製造傷疤希望賣不出去，被呂不韋識破而買下來。呂不韋答應她引開李岫玉和公子蛟對話。因公子蛟為了权势，加上被李岫玉發現，所以斥責她。在悲傷之時被高敏派人殺害，结果被呂不韋救下。 第2集虽然被吕不韦与司徒缺救了，她却一点都不领情。无家可归的她巧遇燕云母，决意留下照顾后者。在大街卖燕云母编织草鞋时被李岫玉与众官小姐奚落。在王氏的乱坟岗巧遇李赫。后者为了荣华富贵宁愿继续助纣为虐。为助乞丐，她巧遇异人。虞浩找她寻仇时，她惊见燕云母不幸葬身火海，却无能为力，痛不欲生。燕云母死后，吕不韦接她回吕府。 第3集吕不韦让她开始习舞练琴，并让司徒月跟随她。吕不韦提出送她入宫，借此飞黄腾达。她提出条件，若吕不韦得偿所愿，分他一半身家，两人达成协议。她入赵胜府献舞，公子蛟苦苦纠缠。李赫向赵胜要她后，强押她回家，联合高敏逼她嫁虞司寇。她一气之下撞柱，昏晕后将错就错，装疯卖傻。 第4集公子蛟到御史府探访她，确定她疯了。深怕自己熬不了高敏与岫玉的虐待，她心急吕不韦还不来解救。因为她，赵蛟冷落岫玉，高敏决定干掉她。她趁林妈妈不备，司徒月接应，成功逃脱。回返吕府，与吕不韦互相关怀，渐生情愫。 第5集因瑶姬中伤，她与吕鑫关系恶化。因顽固而被吕不韦逼当街跳舞挣钱。李赫大怒与她脱离关系，她跪地感谢养育之恩。吕不韦透露异人是奇货可居，决定耗尽千金扶持他为王。与吕不韦巧买一把被异人仆人为凑药费卖掉的琴。留下照顾病中的异人。 第6集认为异人桀骜不驯，吕不韦不以为然。赵丹下旨召她入宫献舞。她的出色表现惊动大家，赵丹更是痴迷。出色的表现后，太卜突然指她为乱世妖孽，应祭天已绝后患。尽管赵胜，异人及赵雅求情，赵丹无奈答应。李岫玉和太卜聯手陷害她是亡國之人本該被趙丹處死，在呂不韋和異人的設計下死里逃生，反指太卜是天神指定之人。 第7集大难不死後，赵丹本要封她为妃，结果被厲王后帶回旭日宮當女官。危难后，吕不韦发现三人心灵相通。受伤的她与吕不韦，异人认识了霸道的医师殷小春。异人关心她在王宫的安危，吕不韦却只关心她的前程。正式入宫当女官，虽受厉后赏识，也被给予下马威。与岫玉争执，遭萧红叶喝止。与宫女们相处融洽，与严厉的萧红叶成正比。细心的她赢得厉后欢心，萧红叶的嫉妒。萧红叶指使兰儿偷大南珠嫁祸她，不得已，向吕不韦求救。小春提醒她提防宫中小人，友情升华。 第8集吕不韦通知她共赴秦国计划。萧红叶故意请假，让她撞见厉后与男宠鬼混。经萧红叶火上加油，厉后欲处死她，幸赵丹及时阻止。吕不韋安慰，受感动。赵蛟勾引她，异人替她解围。异人抚琴，赵蛟向赵丹诬陷异人有吞噬赵国之心，为他解围。异人送礼给她，吕不韋吃醋。 第9集萧红叶因妒忌她，派百合在旭日宮井水下毒，使下等宮人染病，想栽贓嫁禍於她。异人开解向他诉苦的她，两人很投机。吕不韋表白，虽感动却挖苦他。告诉吕不韋赵雅要她除去厉雪黛。与吕不韦联手营救被厉雪黛陷害的异人。 第10集赵雅杖打她，吕不韦心痛却无能为力。厉雪黛企图收买她出卖厉后。为救异人假意配合，取走她的随身玉佩。被赵雅诬陷是厉雪黛合伙人。碍于伪造证据确凿，赵丹释放异人，扣押她。异人携公孙乾赴牢里看到遍体鳞伤的她，心疼不已。小春往牢房治疗她，关心她但她不想连累小春,异人。岫玉幸灾乐祸，她好心提醒岫玉提防赵蛟。岫玉贿赂狱卒强暴皓镧，幸吕不韦及时赶到。不想连累吕不韦，他对她不离不弃。 第11集司徒月成功说服赵丹往牢房看她。赵丹被她的忠心感动，派医师治疗她。死里逃生的她感恩小春没有揭穿她服毒的苦肉计。她本想向吕不韦表白他借故离开。厉后表面问候，实则警告她不得向赵雅报复。吕不韦被赵蛟陷增税之苦差艰难，使三人合盟之意更坚定。 第12集拒当少妃。拒讨好赵丹。赵丹挑逗她，趁他不备从大典名单除异人名。吕不韦承诺三人一起离开赵国。焦急异人重新被篇入名单。吕不韦告诉她挑拨楚魏不合对他们有利。赵雅向她诉苦衷，承诺会协助。 第13集成功说服楚魏两国退婚及撤军。司徒月通知她赵蛟带数十名將兵追捕异人，她向赵雅求救。异人不顾自己安危，不想她独自留在赵国。尽管知道吕不韦在利用她及遗弃她，还是尽心助他与异人逃离赵国。吕不韦把一半财产留给她，她气急教训他，他理亏，不敢还手。吕不韦无意中发现厉后的男宠，拦住他追查。与呂不韋和异人混进戏班出宫，岫玉带人把他们抓起来。 第14集向厲后谎称岫玉发现及张扬男宠，為保厲后，无奈诬陷岫玉。异人劝她送岫玉最后一程。岫玉死后，向小春诉苦。小春觉得岫玉是咎由自取。昊阳向她兴师问罪，因岫玉之死，決定與她為敵。酸溜溜吕不韦受宫女欢迎，吕不韦误会她转送他的礼物，不悦，但拒绝承认喜欢她。 第18集因欲救殷小春而遭韩少妃毒打。 第19集因異人而解宮宴籌錢之圍 第23集因拒跳艳舞得罪韩少妃被赵丹关进罪人府。 第27集为救被公主雅陷害的她，异人乘机求厉后把她赐婚于他。公主雅企图谋杀她。 第28集与贏異人假结婚。 第29集她以韩琼华及公子羽奸情威胁他们合作营救贏异人。 第31集允許贏異人同床共枕。 第33集怀孕了。 第34集吕不韦与嬴异人联手解她谋害韩少妃之危。 第35集吩咐公孙乾往监牢暗探吕不韦，吕不韦要他通知司徒缺前来迎救。她誕下赢政。 第38集她与临死前的高昊阳和解。 第41集子楚接她和嬴政回秦国。 第42集子楚在华阳夫人前坚持封她为太子妇。 第45集封為秦國王后。 第46集因得罪華陽太后而被夏太后罰跪。 第47集因夏太后用藥迷昏嬴政，而與其決裂。 第52集继续溺爱成年的赢政。 第53集因羋絲蘿設計被子楚看到與呂不韋有肢體接觸，子楚將計就計故意誤會二人舊情復燃。怪吕不韦没有尽力平息赢政生世谣传。指责羋絲蘿存心不良，兴风作浪，扰乱后宫，鞭打30下。对子楚明言，与吕不韦完全无任何旧情，并且虽身为后宫之主，心里其实十分介意子楚未能一心一意待她，与羋絲蘿有了成蟜。看絲蘿得意的說自己已經伺候王上休息了，皓鑭不管不顧的讓人把絲蘿抽三十鞭。門口的太監生怕行刑的動靜驚擾了王上休息，進去向他稟報，王上雖然一言不發，但是聽到外面的鞭聲，想著一貫公正寬厚的皓鑭吃醋的要殺人的樣子，知道皓鑭真心愛著自己的子楚其實在開心的笑。 第54集她与小殷春本欲劝子楚让殷小春携避疫药前往疫区，子楚不允。再加上看到芈丝萝在旁歌舞玩乐，结果大闹六英宫。她被夏太后与子楚责备私自出宫前往南郡平疫时，赌气表示不介意被废。 第55集子楚仍然深爱她，她却拒绝与之亲热。因子楚未能透露其苦衷，对他下逐客令。帮嫪毐服药，当他如弟般照顾。 第56集在朝廷上遭公主雅用刀挟持结果被赢政救下。發現贏異人的佈局。 第57集臨終前無法見到子楚最後一面，不會原諒他。 第58集提審白仲將軍並先行杖八十打醒他並激起他效忠之心。 第61集因嬴政不願去探望夏太王太后而離開咸陽宮搬至雍城 第62集收養子嬰、子卿。因嫪毐將子楚遺物丟棄而大發脾氣，認為嫪毐權力過大，不該留在自己身邊。同集因嫪毐謀反，遭嫪毐脅持時戳破嫪毐和弄玉之間的事，因嬴政以為是她支持嫪毐謀反之事而受牽連，被囚禁於萯陽宮，後再茅焦求情下被釋放，當嬴政要接回咸陽宮時，人卻不在萯陽宮。 | 王潇倩 | 何璐怡   | 歷史上趙姬的姓名，家世及早年生活不明，《史記》中關於趙姬的敘述極少，甚至前後矛盾，身份多僅以「呂不韋姬」一詞帶過。「姬」字的釋義歷代各有說法，可做「歌舞伎」、「侍妾」，或單純指「婦女」亦可。历史上与嫪毐育有两名儿子。 |
| 聶遠   | 吕不韦      | 衛国大商人→赵国少府監→秦国少府監→秦国丞相文信侯 吕鑫之子 穆氏之夫 众吕家仆之主 皓镧之情人 贏异人之合伙人 皓镧之紅颜知己 白灵儿之夫 嬴政之仲父 有胆识，重情重义，因为商人阶层出身而饱受歧视，滋生出机敏狡黠、行事果断的性情。人生目标是改变与生俱来的社会地位。人生中仅有的意外是爱上皓镧。可是因父亲临死遗愿，以及自卑自己低下商贩身份，且觉得只有贏异人王者地位才能真正给予皓镧幸福，所以宁愿让贤。虽然表面对皓镧说，爱情可以随时抛弃，事业才是永恒的追求，其实心里还是深爱着皓镧的。后觉得嬴异人是奇货可居，决定扶持他登上秦國王位，成为秦国丞相。 內容 第1集贩商身份被官兵瞧不起，结果是几名妓女帮他解圍。故意竊取明珠並流入市場，可以讓自己正正當當的標其明珠下來，目的是为了引起赵胜的注意，借此飞黄腾达。同集標下皓鑭，並答應皓鑭引開李岫玉讓皓鑭和公子蛟說話。 第2集被皓镧聪慧折服，说服她合作。未免失去皓镧，与司徒缺跟踪皓镧。燕云母死后，接皓镧回吕府。 第3集让皓镧开始习舞练琴，并让司徒月跟随她。提出送皓镧入宫，借此飞黄腾达。皓镧提出条件，若他得偿所愿，分他一半身家，两人达成协议。皓镧入赵胜府献舞，公子蛟苦苦纠缠，他及时解围。公子蛟向他要皓镧，闹得不欢而散，结果赵胜被逼把他关押。与嬴异人在牢里识英雄重英雄,惺惺相惜。 第4集与嬴异人在牢里一见如故，款款而谈，分享见解。异人婉拒赵雅以驸马身份解救自己，他对异人另眼相看。和异人成为知己，大难不死，互相恭维功劳。回返吕府，与皓镧互相关怀，渐生情愫。 第5集因皓镧顽固，逼她当街跳舞挣钱。其实是为激发皓镧的争斗力。向皓镧透露异人是奇货可居，决定耗尽千金扶持他为王。吕鑫逼赶皓镧走，言皓镧能助他，吕鑫唯有妥协。携司徒缺访异人并收买公孙乾，异人拒其心意。与皓镧巧买一把被异人仆人为凑药费卖掉的琴。送还琴给异人，异人感激。 第6集皓镧认为异人桀骜不驯，他却不以为然。献白鹿于赵丹，被赐少府监一职，也报了赵蛟陷牢之仇。李岫玉和太卜聯手陷害皓镧是亡國之人本該被趙丹處死，在他和異人的設計下死里逃生，反指太卜是天神指定之人。 第7集危难后，他发现与异人及皓镧心灵相通。异人也对他佩服得五体投地。他与受伤的皓镧，异人认识了霸道的医师殷小春。异人关心皓镧在王宫的安危，他却只关心她的前程。正式入宫走马上任。萧红叶指使兰儿偷大南珠嫁祸皓镧，不得已，向他求救。 第8集通知皓镧共赴秦国计划。通知赵丹前往旭日宫解救皓镧。安慰皓镧，她受感动。异人送礼给皓镧，他吃醋。 第9集向皓镧表白，虽她感动却挖苦他。分析厉雪黛回赵之目的。与皓镧联手营救被厉雪黛陷害的异人。 第10集赵雅杖打皓镧，他心痛却无能为力。为救被厉雪黛陷害的异人，诬陷赢克叛国。押厉雪黛往旭日宫，厲后命他杀掉她，然后對外以逃她跑過程中墜馬而死。厉后拒帮皓镧，他无可奈何。狱卒欲强暴皓镧，幸他及时赶到。命司徒缺通报赵丹岫玉所为。皓镧不想连累他，他对皓镧不离不弃。 第11集向赵丹汇报背叛赵国的厉雪黛坠马身亡。皓镧本想向他表白他却借故离开。秦军进犯，赵蛟主战，赵丹同意主战。赵蛟议委任他增税,赵丹准凑。被赵蛟陷增税之苦差艰难，使三人合盟之意更坚定。虽征不到预期的税，却征得民心，自愿参军。 第12集与赵胜，赵羽自愿捐钱以筹军响，赵丹大喜。与赵羽交好。让皓镧讨好赵丹。要把赵雅远嫁他国。皓镧从大典名单除异人名后，承诺三人一起离开赵国。发现公孙乾替异人准备行李。提醒赵雅以国为重。异人调侃他为送画人。告诉皓镧挑拨楚魏不合对他们有利。 第13集趁楚魏两军进兵混乱中，吕不韦带异人与公孙乾上马车逃离赵国。只顾异人安危，宁愿遗弃皓镧独自留在赵国。赵蛟押下他，异人及公孙乾，赵雅替他们圆谎后，骂他对皓镧无情。决定当晚混进戏帮再次逃走。把一半财产留给皓镧，她气急教训他，他理亏，不敢还手。无意中发现厉后的男宠，皓镧赶忙拦住他。与皓鑭和异人混进戏班出宫，岫玉带人把他们抓起来。向赵丹反指岫玉与历后男宠有染。 第14集皓镧酸溜溜他受宫女欢迎，他误会她转送他的礼物，不悦，但拒绝承认喜欢她。 第17集吕鑫用性命威胁他不得与皓镧私奔。 第19集吕鑫不堪受辱在牢里自尽。临死前提醒他重振家声。 第20集因低贱的商人背景而自卑的拒绝皓镧。 第23集收买罪人府婢女暗助因拒跳艳舞得罪韩少妃被赵王关进罪人府的皓镧。 第27集成功诱逼羋笙歌进见華陽夫人。 第28集勸諫華陽夫人收異人為嗣子。 第34集与异人联手解皓镧谋害韩少妃之危。 第35集皓镧吩咐公孙乾往监牢暗探他，他要公孙乾通知司徒缺前来迎救。 第38集成功送异人归秦险遭子傒处死，幸夏少妃携华阳夫人宫牌及时赶到。 第42集再度拒绝芈笙歌。 第45集當上秦国丞相。 第51集表面上子楚封他为文信侯，其实是要抢去他幫助難民的功績。但因為想控制和子楚的棋盤，所以他繼續結盟。 第52集说服白仲自己并无伤害白灵儿。 第53集依子楚命作太子太傅。责问皓镧为何避见他时碰巧被子楚撞见。知道子楚介意皓镧与己旧情事情与己赌气，自愿代替子楚前往南郡瘟疫地区。 第54集白仲抵達南郡後下令把感染瘟疫的患者家屬全部殺掉。呂不韋也感染了瘟疫，不贊成白仲大開殺戒。白靈兒來南郡送避疫丹給呂不韋，看穿呂不韋心裡只有李皓鑭，一氣之下將所有避疫丹全部毁掉。 第56集与白仲在朝上唇枪舌战。白仲原想刺死他，卻刺死保護他的白靈兒。 第57集在子楚臨終前與其促膝而談，並承諾會遵照子楚的遺囑。 第62集經趙高說起撰寫《呂氏春秋》，聲言若有人能對《呂氏春秋》增刪一字的話，賞千金，竟無人改之，只有皓鑭和嫪毐硬是改出108個錯處。同集因設計嫪毐在皓鑭和白仲的設計下被嬴政流放，臨走前送給皓鑭之前在趙國標下的明珠。 | 原声   | 雷霆     | |
| 茅子俊 | 嬴异人/子楚 | 秦王孙→趙国質子→秦国太子妇嗣子→秦国太子→秦庄襄王→太上皇（追尊） 嬴稷之孙 嬴柱之庶子 夏姬之子 子傒之异母弟 华阳夫人之嗣子 皓镧、絲蘿之夫 嬴政、成蟜之父 温柔儒雅，风度翩翩的外表下隐藏着深沉的心机，志向是成为秦王。虽然作为质子被扣赵国，受尽颠沛流离之苦，巧妙地借用吕不韦之手一步步登上秦王宝座。最终，他与吕不韦谁是棋子，谁是执棋者，根本难以分辨。在赵国当人质的秦王孙，還沒認識皓鑭前曾和她在邯鄲城有一面之緣，後因為呂不韋而進一步認識皓鑭，為了解救被公主雅誣陷的皓镧而藉此原因要求趙王賜婚，在吕不韦的计划下及皓镧的从旁协助下，终于趁乱逃离赵国回到秦国。最后，因为罹患重病不治身亡。 野心極強 后在57集時和呂不韦促膝長談，交代呂不韦要輔佐政兒。 后期旧病复发，死前设计皓镧，没有见皓镧一面，遗命吩把遗物烧毁，让皓镧误以为自己是她心中所爱，因为他明白皓镧爱的是吕不韦，想借此让皓镧记住自己。 內容 第2集在往赵王宫途中，为助乞丐，巧遇皓镧。宴会上，赵丹赐婚与他，舞姬竟拒婚，他当场被众人羞辱。就在这时，赢柱派人替子傒向公主雅求亲。他拒见造访的赵雅，后者怦然大怒。 第3集他劝公主雅与子傒联姻，公主雅非他不嫁。皓镧入赵胜府献舞，他看的如痴如醉。秦国进犯，赵丹命赵胜把他关押，他司空见惯，以死明志。与吕不韦在牢里识英雄重英雄，惺惺相惜。 第4集与吕不韦在牢里一见如故，款款而谈，分享见解。婉拒赵雅以驸马身份解救他，吕不韦对他另眼相看。和吕不韦成为知己，大难不死，互相恭维功劳。赵雅探访由牢回府的他，并对他又爱又恨。 第5集吕不韦携司徒缺访他并收买公孙乾，拒吕不韦心意。吕不韦与皓镧巧买一把被他仆人为凑药费卖掉的琴。感激吕不韦送回琴及皓镧照料。 第6集为偷卖琴仆向公孙乾求情。拒收赵雅之琴并指责她故意安排皓镧入宫献舞，结果两人闹得不欢而散。皓镧出色的表现后，太卜突然指皓镧为乱世妖孽，他求情。为救皓镧，他夜访吕府惜求救无门。情急下，求赵雅求情。赵雅轻松答应，他反而担心。本該被趙丹處死的皓镧，在呂不韋和他的設計下死里逃生，反指太卜是天神指定之人。 第7集危难后，吕不韦发现与他及皓镧心灵相通，他也对吕不韦佩服得五体投地。他与受伤的皓镧，吕不韦认识了霸道的医师殷小春。他关心皓镧在王宫的安危，吕不韦却只关心她的前程。赵雅千方百计讨好他，他仍对她冷冰冰，令她对皓镧更恨之入骨。派公孙乾送老乐谱给皓镧。 第8集赵蛟勾引皓镧，替她解围。他抚琴，赵蛟向赵丹诬陷他有吞噬赵国之心，皓镧，赵雅及厉后皆为他解围。他送礼给皓镧，吕不韋吃醋。 第9集开解向他诉苦的皓镧，两人很投机。厉雪黛表面拜访，实际来陷害他。碍于伪造证据确凿，赵丹释放他，扣押皓镧。 第10集向赵雅了解皓镧被关押原委后，携公孙乾赴牢里看到遍体鳞伤的皓镧，心疼不已。皓镧不想连累他。 第11集讨好皓镧。吕不韦被赵蛟陷增税之苦差艰难，使三人合盟之意更坚定。 第12集名字被重新篇入名单。赵雅向他哭诉连婚，劝之以国为重。调侃吕不韦为送画给楚魏两国之人。 第13集趁楚魏两军进兵混乱中，吕不韦带他与公孙乾上马车逃离赵国。赵蛟带数十名將兵追捕他，皓镧向赵雅求救。不顾自己安危，不想抛弃皓镧独自留在赵国。赵蛟押下他，吕不韦及公孙乾，赵雅替他们圆谎。与吕不韦，李皓镧混进戏班出宫，岫玉带人把他们抓起来。 第14集劝皓镧送岫玉最后一程。 第18集阻止韩少妃毒打李皓鑭。 第24集为了阻止箫红叶情夫欲杀皓镧而显露一身好武功。 第27集为救被公主雅陷害的皓镧，乘机向厉后求赐婚。 第28集被華陽夫人收為嗣子。 第34集与吕不韦联手解皓镧谋害韩少妃之危。 第38集吕不韋成功送他归秦险遭子傒处死，幸夏少妃携华阳夫人宫牌及时赶到。拜见华阳夫人后，正试改名为子楚。 第39集自我投銀環蛇毒，傷入肺腑，贏得安國君的信賴。 第40集被嬴柱封為太子。 第42集在华阳前坚持封皓镧为太子妇。 第45集因為東周派出使者遊說各國共同伐秦，而登基為秦王。 第46集登基后，立马遣散后宫十数名美人，良人(只剩芈丝蘿)而被夏太后误以皓镧所为。 第47集因拒绝夏太后纳妾之命令，再次惹夏太后对皓镧不满。 第48集说服夏太后赢政是其亲生子。病情恶化。 第51集吕不韦幫助難民有功 封吕不韦为文信侯。 第52集坚持隐瞒皓镧自己恶化的病情。 第53集 洞悉公主雅夥同芈丝萝等輩的婦人后宮技掚。假意误会皓镧與呂不韋舊情復燃。一步步引誘政敵入自己的圈套。皓镧前來六英宫中同子楚解釋误会，子楚故意套路皓镧起争执，探皓镧心里話。后吐血昏倒。再次利用芈丝萝。让皓镧鞭打芈丝萝，子楚在病榻上会心一笑，明白自己在皓镧心中的地位。 第54集 再進一步推政敵入自己的圈套，假意宣布六英宫將日日歌舞升平。在夏太后责备皓镧私自出宫前往南郡平疫时，假装欲废王后与太子。告訴王后不會稱了她的心废后，實則根本就不想废后。 第55集仍然深爱皓镧，因未能透露其苦衷，皓镧拒绝与之亲热，下逐客令。眼睛因服药暂时失明，故假意让赵雅接近。掌掴及禁足赢政于曲台宫。 第56集假装与公主雅亲近并透露要立成蟜为太子意愿。故意親近羋丝萝，立成蟜為太子，冷落皓鑭，讓羋丝萝同盟的人有機會逼他退位，其實是為了讓控制大秦的羋氏家族伏法離開秦國，讓秦國在嬴政的帶領下沒有任何的家族脅迫。吕不韦与白仲在朝上唇枪舌战。白仲误杀白靈兒。因白靈兒死前請求，所以他並未殺白仲。 第57集去世，為了讓皓鑭幸福，在死之前吩咐燒掉遺物，也堅決不見皓鑭，實際上是為了讓自己在皓鑭心中有著一塊地位。 | 姜广涛 | 曹啟謙   | |

### 趙國

#### 趙室
| 演員   | 角色   | 介紹 | 配音   | 粵語配音 | 歷史考證                                                                               |
| 王志飞 | 赵丹   | 赵孝成王 趙勝之侄 众赵后妃之夫 众赵公子、公主之父 居丹陽宮 虽然外表昏庸糊涂，内心却精明狡黠，经历过赵国最惨烈的夺嫡之争，对儿子们充满防备。对自己的骨肉至亲表现出极端的冷酷，这位贪图美色享受的君王，一旦有人觊觎王位，就会化身可怖的猛虎，捍卫自己的领土和权力。對一生所愛赵孝成王后使用計謀誘使她走向謀反之路，螳螂捕蟬，黃雀在後的逼她步上自盡的絕路。 內容 第2集与厉后设宴，达官显贵皆出席。 第3集秦国进犯，命赵胜关押异人。 第4集赵胜为异人及吕不韦向t他求情，考虑再三决定释放。不再逼赵雅嫁子傒。 第5集赵胜献舞姬以取悦他，赵雅乘机提议皓镧以陷害她。 第6集下旨召皓镧入宫献舞。皓镧出色表现让他着迷，当场赏赐赵胜。这时，太卜突然指皓镧为乱世妖孽，应祭天已绝后患。尽管赵胜，异人及赵雅求情，他无奈答应。吕不韦献白鹿，他赐吕不韦少府监一职。 第7集皓镧大难不死後，本要封她为妃，结果被厲王后帶回旭日宮當女官。 第8集及时阻止厉后处死皓镧。异人抚琴，赵蛟向他诬陷异人有吞噬赵国之心，皓镧，赵雅及厉后皆为他解围。秦国退兵，赵丹继续牢拴异人。 第9集厉雪黛告诉赵丹赢克为其骨肉。虽忌厉后却封他为将军。赵蛟与赵雅为了异人争执，他决定处决异人。 第10集碍于与厉雪黛合伙伪造证据确凿，他释放异人，扣押皓镧。 第11集司徒月成功说服他往牢房看皓镧。他被皓镧的忠心感动，派医师治疗皓镧。赵丹让皓镧回旭日宫休养，命小春照料，询问岫玉。秦军进犯，赵胜议与楚魏联盟，赵蛟主战，赵羽反对，他同意主战。赵蛟议委任吕不韦增税,他准凑。赵雅怂恿他纳皓镧为妃。他假装换云少妃主持祭祀大典，厉后献皓镧以换取连任主持机会。吕不韦虽征不到预期的税，却征得民心，自愿参军，赵丹大喜。 第12集吕不韦，赵胜，赵羽自愿捐钱以筹军响，大喜。挑逗皓镧，趁他不备从大典名单除异人名。赵蛟提议篇异人名入单。楚魏两国向赵雅求婚。 第13集为讨好厉后，把所有智退楚魏两军功劳全归她。吕不韦向他反指岫玉与历后男宠有染。 第14集判岫玉偷奸有罪,还押腰斩。秦国进兵，心急，赵姣请缨，不批。 第18集对于被韩少妃鞭打的李皓鑭不闻不问。同时因为她，不想纳皓镧为妃。 第34集赵王吩咐吕不韦向韩国宣称韩少妃暴毙生亡。 第37集遭厉王后用劍刺殺未果。 | 赵铭洲 | 潘文柏   | 歷史上趙孝成王趙丹的后妃嬪身份皆不明，也沒有留下任何歷史記錄，亦不知是否生育任何公主。 |
| 宁静   | 厉氏   | 赵孝成王后 趙丹之妻 公主雅母親 公子蛟养母 公子羽,公子逸之嫡母 居旭日宮 掌管後宮。心機陰沉，手段狠辣，城府頗深。翻手为云覆手为雨的铁腕女性，只生一女却地位稳固。年輕時有一段故事。曾经欣赏提拔吕不韦，然而世事变化无常，在一步步连环圈套中，她永远睥视着走到绝路的敌人。看出子楚並非善類，不希望公主雅嫁給子楚。为得到公子蛟当养子，逼死高少妃。 內容 第2集与赵王设宴，达官显贵皆出席。第4集为了异人，公主雅与她吵得不可开交。 第7集皓镧大难不死後，赵丹本要封为妃，结果被她帶回旭日宮當女官。虽赏识皓镧，也给皓镧下马威。岫玉向她中伤皓镧，结果碰了一鼻子灰。细心的皓镧赢得她欢心。 第8集被無意中看到與男寵廝混，下令要把李皓鑭勒死，後因呂不韋謊稱厲王后身體不適，讓趙王及時趕去，才得以救了李皓鑭。异人抚琴，赵蛟向赵丹诬陷异人有吞噬赵国之心，皓镧，赵雅及她皆为他解围。 第9集其实她是井水下毒整件事件始作俑者，目的是除去萧红叶。 第10集赞赏司徒月。吕不韦押厉雪黛往旭日宫，她命他杀掉厉雪黛，然后對外以厉雪黛逃跑過程中墜馬而死。拒帮皓镧，他无可奈何。 第11集赵雅对异人情有独钟，不肯听她的劝告，放弃异人。坚持伤愈后的皓镧回旭日宫。表面问候皓镧，实则警告不得向赵雅报复。赵丹假装换云少妃主持祭祀大典，她献皓镧以换取连任主持机会。 第12集不喜狂妄的熊完。 第13集大加赞赏赵雅与皓镧智退楚魏两军。 第14集这时，公子羽抓来厉后的男扮女装的男宠，她担心事情败露，她威胁恐吓男宠要株连九族，男宠不想连累家人，当场自刎而死。 第14集皓镧向她谎称岫玉发现及张扬男宠，为保自己，无奈只好诬陷岫玉。 第27集为救被公主雅陷害的皓镧，异人乘机向厲王后赐婚。赵雅拒食，小春无奈，厉后警告。 第33集为了替公主雅保密，企图杀皓镧灭口。所幸被韩少妃所救。 第37集承認殺了元少妃，宋美人，袁良人, 刘长使，孟少使等后宮數人，謀反失敗後將刀刺向自己而死。 | 原声   | 陸惠玲   | 虚构人物。                                                                             |
|        | 高氏   | 内使妇→高少妃 高猛，高敏之姐妹 内使之妻 趙丹之妾 赵蛟之母 已去世。本是内使之妻，赵王贪其美貌，夺之。两个月後，抛弃之。失宠后，母子俩备受践踏。当高少妃向厉王后求救，厉王后暗示要一名嗣子，高少妃便自尽了。 |        |          |                                                                                        |
| 杨采盈 | 梅氏   | 梅少妃 趙丹之妾 称云少妃为妹妹。 內容 第23集在罪人府和李皓鑭對話透露是厲王后讓她失去做母親的權利。因皓镧拒绝背叛厉王后而遭毒打。幸云少妃及时赶到阻止。 第24集為了得到厲王后的秘密，連同宮女私下處置了李皓鑭被王上知道，將參與濫用私刑的宮女，杖責八十並逐出宮，少妃被厲王后罰一年宮份並閉門思過。 第32集在公子蛟謀反下，被公子蛟用以威脅趙王而被刺死。 |        | 詹健兒   |                                                                                        |
| 殷旭   | 雲尺素 | 舞姬→雲少妃 趙丹之妾 公子羽之母 称梅少妃姐姐。曾為舞姬，後成趙孝成王之妃子。韩少妃入宫前，是后宮中最得寵及美麗的妃子。 內容 第8集欲硬闯旭日宫以收集厉后与男宠鬼混证据。 第20集与公子蛟互污衊对方为宴会下毒者。 第23集及时赶到罪人府阻止因拒绝背叛厉王后而遭梅少妃毒打的李皓鑭。 第24集收買守門將領，想讓將領見帕殺了李皓鑭，在以帕易書污衊厲王后，被厲王后揭發，被罰以鞭刑30下 第32集在公子蛟謀反下，被公子蛟用以威脅趙王而被刺死。 |        | 梁少霞   |                                                                                        |
| 徐格格 | 元氏   | 元少妃 趙丹之妾 赵逸之母 因难产已去世。死因表面与殷家有关，实则是厲王后所指使。因其族人倚仗其权势，公然卖官，所以厲王后命殷掌医将其谋害。 |        |          |                                                                                        |
|        | 宋氏   | 宋美人 趙丹之妾 已去世。魏国细作，所以厲王后将其谋害。 |        |          |                                                                                        |
|        | 袁氏   | 袁良人 趙丹之妾 已去世。不知死活，公然挑衅厲王后，所以厲王后将其谋害。 |        |          |                                                                                        |
|        | 刘氏   | 刘长使 趙丹之妾 已去世。被厲王后谋害。 |        |          |                                                                                        |
|        | 孟氏   | 孟少使 趙丹之妾 已去世。被厲王后谋害。 |        |          |                                                                                        |
| 張楠   | 韓琼华 | 韓國嫡公主→韓少妃 夏姬之族甥女 異人之族表妹 嫪毐之异母姐 弄玉之姑母 公子羽之情人 趙丹之妾 居灵泽宫 為韓國第一美人，母親與夏姬為同族，稱夏姬姨母、嬴異人為表哥。為了保全韓國而挑撥趙國與鄰國的關係，也屢次陷害殷小春與李皓鑭，並促使趙國與秦國開戰。與公子羽有過一段情。 內容 第18集韓國使臣獻予趙王，立刻受到趙王寵愛，為人霸道無理。殷小春自作主张用她的废弃的头煎药二遍煎给她的随嫁婢女素心而得罪她，便將其關入罪人府，並鞭打來探望殷小春的李皓鑭。同时因为她，赵王不想纳皓镧为妃。 第19集故意讓皓鑭舉辦宮宴，而處處為難。 第21集企图挑逗公子羽。 第23集假借害怕雷聲而成功勾引公子羽發生關係。 第29集韩琼华讽刺公主雅得不到异人，因爱成狠要赵王杀掉之。也因為被皓鑭對異人感恩之心感動而卸下敵對和皓鑭交心。 第32集在公子蛟与公主雅謀反，险些丧命，为求自保，出卖小春得以活命。 第33集因厲王后要李皓鑭自盡，看在与吕不韋是伙伴的份上，救下李皓鑭。其後又約了李皓鑭至靈澤宮喝酒談心，又藉鳶捕抓麻雀之事透漏鳶其實就是傳遞消息的工具；同時她也預測到了她救下李皓鑭會被王后所殺（喝下綠珠準備的毒醒酒藥而亡），所以她連李皓鑭的退路都想好了，只要揭露她是韓國細作的身分，必然不會連累到其他人。 |        | 張頌欣   | 虚构人物。                                                                             |
| 白珊   | 厲雪黛 | 赵国官家小姐→趙王情妇→秦蜀侯婦→趙王情妇 卿大夫之女 厉后之族妹 趙丹情妇 秦蜀侯之妻 赢克之母 曾經與趙王兩情相悅，却被厲王后设计远嫁秦国蜀侯，后来蜀侯被人诬陷谋逆，全家都被流放去秦国边陲之地，蜀侯也死在流放途中。虽曾受恩于夏姬，后却背叛。 內容 第9集与子回來趙國後，入宫与厉后算旧账。厉雪黛告诉赵丹赢克为其骨肉。表面拜访，实际陷害异人。向赢克透露，范雎要她杀害异人，这是赢稷释放他们的条件。 第10集为向厉后报复，企图收买皓镧出卖厉后。皓镧假意配合取走她随身玉佩。被吕不韦設計其子背叛趙國，逃跑後被呂不韋抓回來自行處死。吕不韦押她往旭日宫，厲后命他杀掉她，然后對外以她逃跑過程中墜馬而死。 |        | 袁淑珍   |                                                                                        |
| 潘宥誠 | 嬴克   | 秦蜀侯之子→趙王私生公子→赵国玄武大将军 厲雪黛之子 赢某之养子 赵丹之私生子 自己並不知情；後被呂不韋設計背叛趙國逃至秦國，逃跑後被呂不韋抓回來自行處死。 內容 第9集与母回來趙國。赵丹封他为将军。雪黛向他透露，范雎要她杀害异人，这是赢稷释放他们的条件。 第10集赵丹派他出军御敌秦军。被吕不韦陷害背叛赵国。 |        | 張方正   |                                                                                        |
| 洪尧   | 公子蛟 | 趙國庶公子 趙丹之庶长子 厉夫人养子 高少妃之子 高猛，高敏之侄 公子羽、公子逸、公主雅之兄 高昊阳之表兄弟 皓镧之妹夫兼初恋情人 李岫玉之表哥兼夫 高氏失宠后，母子俩备受践踏，造成他日后急进功利的性格。曾經與李皓鑭兩情相悅，但生性涼薄的他為了榮華富貴，娶了李岫玉，却對李皓鑭念念不忘；知道李皓鑭與呂不韋較親近，而多次陷害呂不韋。因岫玉之死，決定要寧為玉碎，不為瓦全，最後卻難以割捨捨命相救的李皓鑭，一直私藏著李皓鑭的玉珮。 內容 第1集明知皓镧受委屈及被冤枉，不但没有替她出头反而与岫玉站同一阵线欺负她。 第3集皓镧入赵胜府献舞，他苦苦纠缠。他向吕不韦要皓镧，闹得不欢而散，结果赵胜被逼把吕不韦关押。 第4集他到御史府探访皓镧，确定她疯了。为了异人，公主雅与厉后吵得不可开交，他前去劝和。因为皓镧，他冷落岫玉。 第6集皓镧表演后，太卜指皓镧为乱世妖孽时，他落井下石。他怀疑岫玉收买太卜，岫玉狡辩。 第7集因为皓镧，与岫玉再度争吵。异人抚琴，向赵丹诬陷异人有吞噬赵国之心，皓镧，赵雅及厉后皆为异人解围。 第8集勾引皓镧，异人替她解围。异人抚琴，他向赵丹诬陷异人有吞噬赵国之心。与赵雅为了异人争执，赵丹决定处决异人。 第10集心急皓镧被关押牢房。 第11集赵丹命他管好贿赂狱卒强暴皓镧的岫玉。秦军进犯，他主战，赵丹同意主战。他议委任吕不韦增税,赵丹准凑。吕不韦虽征不到预期的税，却征得民心，自愿参军，他继续找岔。 第12集吕不韦，赵胜，赵羽自愿捐钱以筹军响，赵丹大喜，他孤立无援，大怒，虐待岫玉。提议重新篇异人入名单。怀疑秦国搞鬼破环与楚魏连婚。 第13集他带数十名將兵追捕异人。押下异人，吕不韦及公孙乾，赵雅替他们圆谎。兴师问罪赵雅。兴奋迎接高昊阳，他却冷淡称往见赵丹，怒把气发在岫玉身上。岫玉承诺会拢络昊阳。不想得罪公主雅，岫玉答应帮他出面抓异人。 第14集吩咐芳草准备佳肴给牢房的岫玉。承诺会向赵丹求情，赦免岫玉的死罪。可惜被嫉妒心冲昏头的岫玉绝望的在監獄裡用皓鑭的簪子自盡，死在赵蛟的怀里。秦国进兵，赵丹心急，他请缨，赵丹不批。 第19集为挽回皓镧竟以身自刺。 第20集与云少妃互污衊对方为宴会下毒者。碍于证据确凿被赵王还押罪人府。 第21集与厲王后及公主雅合谋处心积虑卧床装病为求得到赵王宽恕。 第32集在他与公主雅謀反，欲夺趙王虎符。 第33集因謀反失敗威脅皓鑭同歸於盡而遭呂不韦用弩射殺身亡。 | 马正阳 | 李致林   |                                                                                        |
| 李春嫒 | 李岫玉 | 公子妇 公子蛟之姨表妹兼妻 细节见李府 | 原聲   | 成瑤孆   |                                                                                        |
| 何奉天 | 公子羽 | 趙國庶公子 趙丹之庶二子 雲少妃之子 公子蛟之弟 公子逸之兄 公主雅之兄 韩少妃之情人 居于问雪宫 信任吕不韦，與呂不韋、嬴異人曾有約定。一心想奪得趙國太子之位，自己的野心和本性也漸漸顯露出來。 內容 第11秦军进犯，赵蛟主战，他反对，赵丹同意主战。 第12集与吕不韦，赵胜自愿捐钱以筹军响，赵丹大喜。与吕不韦交好。 第14集这时他抓来一个假扮宫女的男子。 第20集被韩少妃挑逗。 第23集旧情复发被韩少妃勾引发生关系。 第33集被厲王后以和韓少妃的關係而收買。 第34集因韓瓊華之死而痛哭。 第36集因被厲王后設計而被趙王派高昊陽射殺而死。 | 袁聪宇 | 梁偉德   |                                                                                        |
| 王美心 | 龐敏   | 赵国官家小姐→準公子妇 愛慕公子羽。 內容 第33集欲送犬仔討公子羽歡心，撞見公子羽與瓊華親吻而跑去找厲王后告發，被公子羽誣告，厲王后對外假判患哮喘症因誤吸柳絮而死。 |        | 林元春   |                                                                                        |
| 赵弈钦 | 公子逸 | 赵国庶公子→趙國太子 趙丹之庶三子 元少妃之子 公子蛟、公子羽之弟 对青梅竹马的殷小春感情专一。善良直率，玉树临风，聪明洒脱，重情重义。喜游山玩水，逍遥自在，没有被皇宫里的尔虞我诈所污染，没有心机，只想平凡的的日子，对王位无欲无求。 原型或为春平侯 內容 第27集公子逸打算和小春一起离开赵国。 第35集接受趙丹代為祭天，接任太子。 第37集得知殷小春被厲王后脅迫一事難以接受，卻不由自主去關心殷小春，最後還是漸行漸遠並用毒箭射殺高昊陽。 第51集被白仲設計利用殷小春引其出來，兩方卻設下埋伏而打起來，因中了白仲的箭而被秦軍殺死。 |        | 黃積權   | 歷史上並沒有記載春平候的名字。                                                         |
|        | 赵偃   | 趙國庶公子→趙國太子→趙悼襄王 赵丹之子 赵雪之父 因受趙王疼愛，所以趙王多次動了改立公子偃為太子的想法。 原型：趙悼襄王。 內容 第59集經呂不韋提及成為新趙王。 |        |          |                                                                                        |
| 海铃   | 公主雅 | 趙國嫡公主→秦國丞相之女(假冒)→秦國王孫婦→秦國公子婦 趙丹与厉夫人之嫡女 (冒充)范雎之女 子傒之妻 居瑤華宮 個性任性倔强，對秦異人心生爱慕，情有独钟，痴心一片。因為李皓镧和秦異人較為親近，而對兩人心生妒忌，三番兩次設計想置李皓鑭於死地。時常去挑撥皓鑭的敵人並與其結盟。雖然和羋絲蘿同盟，卻很不滿羋絲蘿的所作所為。後來愛上子傒。為了子楚而謀反，卻一步步走入子楚的計謀。 內容 第2集赵雅对异人一往情深，在宴会上不停向他暗送秋波。可惜异人不领情。宴会上，赢柱派人替子傒向赵雅求亲。子楚拒见赵雅怦然大怒。 第3集异人劝赵雅与子傒联姻，赵雅非异人不嫁。 第4集为了异人，赵雅与厉后吵得不可开交。赵蛟劝和。异人婉拒她以驸马身份解救他。赵丹不再逼她嫁子傒。探访由牢回府的异人，并对他又爱又恨。 第5集妒忌皓镧照料异人。赵胜献舞姬以取悦赵丹，赵雅乘机提议皓镧以陷害她。 第6集异人拒收她的琴并指责她故意安排皓镧入宫献舞，结果两人闹得不欢而散。心情坏的赵雅故意告诉岫玉皓镧即将入宫献舞。皓镧表演后，太卜突然指皓镧为乱世妖孽，爱屋及乌的赵雅，因异人也替皓镧求情。异人求她替皓镧求情，轻松答应。千方百计讨好异人，他仍对她冷冰冰，令她对皓镧更恨之入骨，用尽全力陷害皓镧。 第7集努力讨好异人。 第8集萧红叶陷害皓镧失败，向她请罪。异人抚琴，赵蛟向赵丹诬陷异人有吞噬赵国之心，皓镧，她及厉后皆为他解围。 第9集井水下毒件事件，助厉后除去萧红叶。誓除雪黛为厉后报仇。派皓镧除厉雪黛。与赵蛟为了异人争执，他决定处决异人。 第10集杖打皓镧，吕不韦心痛却无能为力。异人向她了解皓镧被关押原委后。 第11集对异人情有独钟，不肯听厉后的劝告，放弃异人。向赵丹诬陷皓镧畏罪自杀。怂恿赵丹纳皓镧为妃。 第12集岫玉被赵蛟虐待，阻止，假意慰问，岫玉苦闷。拒嫁楚魏两国。向异人哭诉，异人与吕不韦劝之以国为重。拒食，小春无奈，厉后警告。向皓镧诉苦衷，皓镧承诺会协助。 第13集用假意深情歌声感动熊完好让他撤军。赵蛟带数十名將兵追捕异人，皓镧向她求救。赵蛟押下异人，吕不韦及公孙乾，替他们圆谎。数落吕不韦无情对待皓镧。 第27集为救被赵雅陷害的皓镧，异人乘机向厲王后赐婚。赵企图谋杀皓镧。 第29集因为一己私愤企图阻止赵羽参见赵王营救异人。 第32集在公子蛟与公主雅謀反，欲夺趙王虎符。 第33集因謀反失敗本該被自絕，後被厲王后秘密送出趙國，卻當夜在李皓鑭面前露臉，要厲王后除了李皓鑭。 第36集殺害秦國丞相女兒范雅並假冒范雅的身分。 第37集被子傒所救 第38集嫁予子傒。 第41集和芈丝萝相见，故意挑拨她与皓镧的关系。 第42集向子傒透露爱慕子楚之情。 第43集已有身孕3月有餘。 第46集闯入芈丝萝寝宫，挑拨芈丝萝对付皓镧。 第47集和華陽太后聯手放出嬴政不是子楚兒子以及皓鑭與呂不韋私通假消息，还派遣赵高接近嬴政带着嬴政贪图玩乐。 第48集向夏姬告发了吕不韦陪嬴政玩耍之事，激化了夏姬和皓镧的矛盾。 第50集因子傒之死而痛哭，因子傒謀反本該等候處決，卻因擁有先王的免死令且提供叛臣名單而免死且故意跌落階梯掉了嬰胎，但因出言頂撞被夏太后處以墨刑，華陽太后得知後用印記蓋過傷疤，並要公主雅裝可憐求子楚讓自己留在秦宮，子楚認為其還有用處而留下。 第52集派人騎馬撞傷白靈兒，並嫁禍給呂不韋，同集收買絲蘿。 第53集设计让子楚误会吕不韋与皓镧幽会。趙雅恍惚中總是會看到子傒回到了自己身邊。或者幫她對鏡梳頭，或者與她一起畫畫，可是醒來卻是夢一場。 第54集华阳与赵雅幸灾乐祸皓镧將有去无回并展开下一步计划。 第55集奚落皓镧被子楚冷落。芈絲蘿冲动派人刺杀皓镧被赵雅掌掴。因成蟜被立太子而決定開始謀反。 第56集赵雅警告芈丝萝不得伤害子楚。子楚假装与赵雅亲热并透露要立成蟜为太子意愿。一厢情愿以为子楚立了成蟜为太子后会与她双宿双飞离开王宫养病。在朝廷上用刀挟持皓镧结果被赢政救下。謀反失敗，且看清子楚真面目，被皓鑭暫時軟禁。 第57集和皓鑭喝酒敘舊、發現自己愛上了被自己害死的子傒，最後放火自焚而亡。 | 朱蓉蓉 | 黃昕瑜   | 虚构人物。                                                                             |
|        | 赵氏   | 赵国公主 趙丹之庶女 高氏之女 赵逸之妹 因母难产已去世。死因表面与殷家有关，实则是厲王后所指使。 |        |          |                                                                                        |
|        | 赵雪   | 赵国公主 赵偃之女 內容 第60集代表赵国出席赢政的选后宴会。 |        |          |                                                                                        |
| 刘恩尚 | 趙勝   | 赵国丞相平原君 赵武灵王之子 赵惠文王之弟 赵孝成王之叔 因为贤能而闻名天下，他礼贤下士，门客无数，不参加皇储之争，呂不韋也是他的門客。 內容 第2集宴会上，赢柱派人替子傒向赵雅求亲。忌惮于秦国势力，赵丹赵胜商量。后者劝他接受这门亲事。 第3集皓镧入赵胜府献舞，众人看的如痴如醉，大加赞赏。赵胜接获战报，先行离去。秦国进犯，赵丹命赵胜关押异人。李赫与赵蛟分别向赵胜和吕不韦要皓镧，闹得不欢而散，结果赵胜被逼把吕不韦关押。 第4集为求赵胜释放吕不韦与异人，司徒缺赠金条。赵胜为异人及吕不韦向赵丹求情，赵丹考虑再三决定释放。 第5集赵胜献舞姬以取悦赵丹，赵雅乘机提议皓镧以陷害她。 第6集皓镧出色的表现后，当场赏赐赵胜。太卜突然指皓镧为乱世妖孽，应祭天已绝后患。赵胜求情。 第10集恳请吕不韦救异人。 第11秦军进犯，赵胜议与楚魏联盟。报喜，吕不韦虽征不到预期的税，却征得民心，自愿参军。 第12集与吕不韦，赵羽自愿捐钱以筹军响，赵丹大喜。 |        | 陳卓智   |                                                                                        |

#### 宫廷
| 演員   | 角色        | 介紹 | 配音   | 粵語配音 | 歷史考證 |
| 茅子俊 | 嬴异人      | 秦王孙→趙国質子 嬴稷之孙 嬴柱之庶子 皓镧之夫 嬴政之父 居保和宮 细节见主要演員。 | 姜广涛 | 曹啟謙   |          |
| 吳謹言 | 李皓镧/趙姬 | 旭日宮女官→準赵国少妃→秦王孫婦 吕不韦之情人 异人之妻 细节见主要演員。 | 王潇倩 | 何璐怡   |          |
| 聶遠   | 吕不韦      | 赵国少府監 皓镧之情人 异人之合伙人 细节见主要演員。 | 原声   | 雷霆     |          |
| 南伏龙 | 公孙乾      | 赵国将军 负责看管异人避免他回到秦国。吕不韦多次以钱财和上桃夭家为他提亲来收买他。后来，他被嬴异人收服了，成为了他的人。異人和呂不韋走前，呂不韋送公孫乾一筆黃金拜託公孫乾照顧李皓鑭。本欲追随子楚一家长居秦国却不幸遭遇不测。 內容 第2集往赵王宫途中催促为助乞丐异人别耽搁。 第5集吕不韦携司徒缺访异人并收买他。被赵雅逼透露皓镧访异人。逼偷卖琴仆归还余银。 第6集异人为偷卖琴仆向他求情。 第7集替异人送老乐谱给皓镧。 第10集随异人赴牢里看到遍体鳞伤的皓镧。请小春来治疗皓镧。 第12集替异人准备往大典行李。 第13集趁楚魏两军进兵混乱中，被吕不韦挟持与异人一起上马车逃离赵国。赵蛟押下异人，吕不韦及他，赵雅替他们圆谎。 第28集把假结婚的皓镧与異人锁于洞房。 第29集公孙乾阻止吕不韦带皓镧离开异人。 第34集公孙乾自愿让吕不韦带异人离开秦国。 第35集皓镧吩咐公孙乾往监牢暗探吕不韦，吕不韦要他通知司马缺前来迎救。 第39集解救差一點被虞平帶走的皓鑭。 第41集送李皓鑭回秦國時被虞平刺殺而死。 |        | 關令翹   |          |
| 姜梓新 | 殷小春      | 趙國醫師→秦國軍醫 殷掌医之女 赵逸之青梅竹马 李皓镧之挚友 高昊阳之恋人 白仲之恋人 個性外冷內熱，在趙國醫術最高。最大夢想是離宮後開一家最大的醫館，但因某原因欠債無法離開，曾多次幫助李皓鑭脫離險境。与公子逸、高昊阳以及白仲分别有感情线。 內容 第7集受伤的皓镧与吕不韦，异人认识了霸道的她。提醒皓镧提防宫中小人，友情升华。 第8集助皓镧抓拿井水下毒者。 第10集往牢房治疗皓镧。关心皓镧但皓镧不想连累她。 第11集赵丹让皓镧回旭日宫休养，命小春照料。死里逃生的皓镧感恩她没有揭穿皓镧服毒的苦肉计。 第12集通知皓镧异人和她被赵蛟篇入名单。怀疑吕不韦与皓镧在密谋大事。赵雅拒食，小春无奈。 第14集岫玉死后，皓镧向她诉苦。她觉得岫玉是咎由自取。昊阳兴师问罪，她用针划破了他的手背，他赌气离开了。因岫玉之死，決定與皓鑭為敵。 第15集在幫助李皓鑭竊取藥方藥渣時被高昊陽發現誤以為刺客而追補，逃亡過程中高昊陽被蛇咬傷時，對其不計前嫌的醫治 第18集因自作主张用韩少妃废弃的头煎药二遍煎给她的随嫁婢女素心而得罪韓少妃被其關進罪人府。 第20集与皓镧合伙在宴会鱼羹下少量藤黄至腹泻。 第27集赵逸打算和小春一起离开赵国。 第28集责备皓镧对异人没良心。 第32集在公子蛟与公主雅謀反，险些丧命。 第33集因厲王后以殷家全族性命而被迫陷害李皓鑭。 第36集因承認年幼時殺害元少妃而被趙王嚴刑拷問打入大牢，但並非真正的兇手，承認是為了保護公子逸。 第37集證實是因厲王后脅迫才說謊殺害元少妃。同集吃下假死藥後和李皓鑭出宮。 第38集因為虞浩騷擾李皓鑭而誤殺虞浩，殷小春將屍體丟入河內，並取走虞浩的錢袋。 第41集隨皓鑭來到秦國途中，發現虞平欲報皓鑭殺子之仇而殺了公孫將軍後並把嬴政壓入水中想淹死他，而遭襲擊差點沒命，後被贏政所救。 第42集當上秦國軍醫。 第43集解救因被毒箭擊中的白仲。 第45集因白仲餘毒未清，自己躲在皓鑭宮中不願治療，被子楚強制帶走。 第49集為了消滅嬴政不是子楚兒子的謠言，在朝堂上提出滴血驗親。 第51集被白仲知道其和公子逸之情，在不知情狀況下被設計埋伏引公子逸出來，原來雙方互有埋伏，公子逸在她眼前被射殺而亡。 52集虽然怨恨白仲杀了赵逸仍然照顾失心疯的白灵儿。 53集开始接受霸气的白仲并继续帮他照料灵儿。 54集指责白灵儿不该一己之私而將避疫丹尽数毁掉。 第56集赵雅命令小春为子楚医治双目。小春要白仲答应不会伤害皓镧母子。大义灭亲背叛叛变的白仲。 第58集白仲被皓鑭審問之後碰到了殷小春，對自己付出一片真情卻換來殷小春的背叛很是生氣，質問殷小春為何會這樣對自己。殷小春卻用他當年嘲笑自己的話來反擊白仲，愛情不過是閒著無聊的遊戲，人的一生應該追求自己的理想。而且白仲太看輕女人，覺得女人都會為了男人要死要活拋棄一切，還想用將軍婦的地位來說服小春，但小春與皓鑭相識十五年，友情深厚，無論什麼都不能讓小春出賣皓鑭。白仲這才發現，這個一直對自己所有安排都沒有異議照著執行的安靜女子，竟有著如此堅定的內心和勇氣。 | 段艺璇 | 凌晞     |          |
| 陆忠   |             | 趙國太卜 被岫玉收买，本想誣陷皓镧是祸国殃民的人，將之處以火刑，最後反被死里逃生的皓镧指为天神指定的侍奉之人而被赵王賜死。 內容 第6集皓镧舞后，他突然指皓镧为乱世妖孽，应祭天已绝后患。尽管赵胜，异人及赵雅求情，赵丹无奈答应。李岫玉和他聯手陷害皓镧是亡國之人本該被趙丹處死，在呂不韋和贏異人的設計下死里逃生，反指他是天神指定之人。 |        | 招世亮   |          |
| 姚未平 | 廉颇        | 趙國將軍 趙國名將，以擅守出名。 內容 第33集奉趙王密旨意，公子蛟犯上作亂，挾持王上，勤王救駕。 |        | 盧國權   |          |
| 洪士雅 | 程秀        | 赵国官家小姐 凶恶狠毒,曾杀害婢女。 內容 第20集時被呂不韋选中在宴会鱼羹加过量藤黃劑量致死。 |        | 劉惠雲   |          |
| 练练   | 蕭红叶      | 厲王后貼身女官 曾為了未婚夫而偷了厲王后的珠寶。 內容 第7集喝止皓镧与岫玉争执。严厉的她与皓镧成正比。妒忌细心的皓镧赢得厉后欢心。指使兰儿偷大南珠嫁祸皓镧。 第8集故意请假，好让皓镧撞见厉后与男宠鬼混。故意火上加油，让厉后处死皓镧。陷害皓镧失败，向赵雅请罪。 第9集因妒忌李皓鑭並刻意派百合在旭日宮井底下毒，使下等宮人染病，想栽贓嫁禍於李皓鑭，後因自己想要保命在厲王后面前露出馬腳，遭厲王后處以杖斃。 | 原聲   | 曾佩儀   |          |
| 張靜茹 | 阿照        | 厲王后之婢女→厲王后貼身女官 實為雲少妃身邊的人，一直想當上女官。 內容 第22集在厲王后面前犯錯被李皓鑭拯救，穿了李皓鑭女官衣服，被司徒月發現後仍不承認。 第23集因李皓鑭犯錯而頂替李皓鑭的女官位置。 第24集因洩漏王后的秘密給雲少妃，遭厲王后處以杖斃。 |        | 吳羨婷   |          |
| 施景子 | 绿珠        | 韓瓊華之婢女→厲王后貼身女官 內容 第18集助韓瓊華冤枉小春及毒打皓镧。 第33集被厲王后收買殺害韓瓊華並誣陷皓鑭，但實為韓瓊華安排，在自己死後讓綠珠成為厲王后身邊的女官，並讓綠珠找機會殺死厲王后。 第37集與李皓鑭私下合作，厲王后謀反時趁機用劍刺向厲王后，卻失敗反被刺死，實為忠僕，隱沒在厲王后身邊等待時機。 |        | 魏惠娥   |          |
| 陈昊明 | 夏雪        | 公主雅之婢女 內容 第6集不平异人拒收赵雅之琴。 第10集助赵雅诬陷皓镧为厉雪黛合伙人。 第33集厲王后承諾會幫忙照顧其家人，代替公主雅自盡。 |        |          |          |
| 邓晶   | 兰儿        | 旭日宫婢女 萧红叶下属。 內容 第7集受萧红叶指使，偷大南珠嫁祸皓镧。 |        | 廖杏茵   |          |
| 林昕宜 | 小柔        | 旭日宫婢女 皓镧下属。 內容 第7集指兰儿故意撞她，偷大南珠嫁祸皓镧。 |        | 陳皓宜   |          |
| 刘诗童 | 芳草        | 公子妇(岫玉)贴身婢女 细节见李府。 |        | 陳琴雲   |          |
| 张译兮 | 司徒月      | 赵国后宫婢女 细节见吕府。 |        | 何寶珊   |          |
| 杜伶俐 | 百合        | 旭日宫婢女 受萧红叶指使，在井水下毒。 內容 第9集被司徒月發現後帶至李皓鑭前，因家境關係向李皓鑭求情而活命，卻未記取教訓，以要和蕭紅葉見面來引出李皓鑭，導致李皓鑭被冤在井水下毒，因蕭紅葉為保命試圖殺掉自己而供出一切，遭厲王后處以杖斃。 |        | 林元春   |          |
|        |             | 萧红叶未婚夫 因萧红叶之死，加上公主雅挑撥，所以怨恨李皓鑭。 內容 第24集趙王出遊賞景時挾持李皓鑭，刺傷異人心脈。因呂不韋言行挑釁而情緒失控攻擊呂不韋，被呂不韋刺死。 |        | 劉奕希   |          |
|        |             | 秦质子男仆 异人之贴身 负责照料异人日常起居饮食。 內容 第5集偷卖异人瑶琴以获取药物于异人。被公孙乾逼还余银。 第6集异人为他向公孙乾求情。 |        | 陳灝瑋   |          |
| 吴文超 |             | 旭日宫假婢女 男扮女装。厉王后之男宠。 內容 第8集被皓镧無意中看到与厉后廝混。 第13集无意中被吕不韦发现。 第14集被赵羽抓到。被吕不韦污蔑与岫玉有奸情，厉王后为求自保，以他家人性命威胁。为保家人安全，无奈自盡。 |        |          |          |
|        | 素心        | 韓瓊華之婢女 与绿珠同样由来自韩国随嫁宫女。 內容 第18集因喝了小春自作主张二遍煎韩少妃的废弃药而遭惩罚。 |        | 李潤知   |          |
|        | 梁氏        | 罪人府女官 负责看管罪人府。 內容 第23集虐待皓镧。 |        | 謝潔貞   |          |
| 汤向恩 | 朱弦        | 運送餿水之赵国車夫 性格見錢眼開 內容 第15集呂不韋出錢，是為了讓他去透過運送餿水出宮，籍著幫助呂不韋和異人出宮。 |        | 黃積權   |          |

#### 李府
| 演員   | 角色        | 介紹 | 配音   | 粵語配音 | 歷史考證 |
| 沈保平 | 李赫        | 趙國御史 王婉儿、高敏之夫 皓鑭、岫玉之父 因为他的爱慕虚荣，逼王氏由妻转妾，害苦身边四个女人。為自己利益及名聲想把李皓鑭嫁給虞司寇。据高敏临死前向皓镧透露谋害王婉儿是李赫默许的。 內容 第2集在王氏的乱坟岗巧遇皓镧。为了荣华富贵宁愿继续助纣为虐。 第3集向赵胜要皓镧。强押皓镧回家，联合高敏逼皓镧嫁虞司寇。 第4集发现皓镧不见后，派人找。 第5集呂不韋帶李皓鑭至街上跳舞賣藝，使李赫面子掃地，當場與李皓鑭斷絕父女關係。李赫气煞，下令李府众人不得再提起她。 第17集岫玉死后，携高敏前往祭拜王氏以示忏悔。 第35集被厲王后設計教唆趙國人民毆打洩憤中趁亂中劍而刺死。 |        | 朱子聰   |          |
| 陸玲   | 王婉兒      | 御史妇→御史妾 李赫之原配 李皓鑭之母 李赫之妾室 楚国人。因無家族支撐，由妻轉妾。王氏祖传绣法天下难学。据高敏临死前向皓镧透露谋害王婉儿是李赫默许的。 內容 第1集被高敏派人推下井中殺害。 |        | 黃玉娟   |          |
| 王琳   | 高敏        | 御史妇 李赫之继正妻 高猛之妹 高少妃之姐妹 李岫玉之母 公子蛟之姨母兼岳母 高昊阳之姑母 因家族背景，逼李赫取己为妻，让王氏由妻转妾，實為奪人之夫。為了自己女兒李岫玉愛慕公子蛟之情，陷害李皓鑭與人私奔。並殺害李皓鑭之母。 內容 第1集在十里亭冤枉皓镧私奔，并命家丁把皓镧与燕云丢进河里谋害。后来皓镧大难不死回来，驚见高敏派人把王婉儿推下井中殺害。 第3集李赫联合高敏逼皓镧嫁虞司寇。 第4集赵蛟到御史府探访皓镧，确定皓镧疯了，可高敏不信。深怕自己熬不了高敏与岫玉的虐待，皓镧心急吕不韦还不来解救。因为岫玉，高敏决定干掉皓镧。 第6集为恐皓镧入宫献舞得宠后对付岫玉，高敏入宫出策。 第7集安慰再度因为皓镧而和赵蛟吵架，结果恶梦连连的岫玉。 第16集得知岫玉死訊而被嚇昏。 第17集岫玉死后，随李赫前往祭拜王氏假意忏悔。自知重病難活幾月，便藉混雜砒霜的人蔘片自盡，嫁禍於李皓鑭，為女兒李岫玉報仇。临死前向皓镧透露王婉儿之死是李赫默许的。 | 张凯   | 沈小蘭   |          |
| 吳謹言 | 李皓镧/趙姬 | 赵国御史之長女 李赫、王氏之女 高敏之继女 李岫玉异母姐 高昊阳之继表妹 公子蛟之初恋情人 吕不韦之情人 细节见主要演員。 | 王潇倩 | 何璐怡   |          |
| 李春嫒 | 李岫玉      | 御史府小姐→公子妇 李赫之次女 高敏之女 皓鑭異母妹 公子蛟之姨表妹兼妻 高昊阳之姑表妹 为人卑鄙无耻。嫉妒姐姐李皓鑭所有的一切。为求嫁给赵蛟，不惜一切手段，多次狠心陷害李皓鑭。但其實還是有一點手足之情，可最後為了最愛的公子蛟，多次出賣姐姐。 內容 第1集背叛及陷害皓镧。 第2集与一众贵女一起在大街奚落皓镧。如愿以偿嫁给赵蛟。 4集与高敏一起虐待皓镧。因为皓镧，赵蛟冷落她。 第6集得知皓镧即将入宫献舞，为恐她得宠，急招高敏入宫商量对策。赵蛟怀疑她收买太卜，她狡辩。 第7集与皓镧争执，遭萧红叶喝止。向厉后中伤皓镧，结果碰了一鼻子灰。因为皓镧，与赵蛟再度争吵，结果恶梦连连，高敏安慰她。 第10集幸灾乐祸皓镧，皓镧好心提醒她提防赵蛟。贿赂狱卒教训皓镧。 第11集狱卒指正，百口莫辩。 第12集被赵蛟虐待，赵雅阻止，假意慰问，苦闷。 第13集赵蛟兴奋迎接高昊阳，他却冷淡称往见赵丹，怒把气发在她身上，承诺赵蛟会拉拢昊阳。无意中逼问出吕不韦出逃的计划。赵蛟不想得罪赵雅，答应帮他出面抓异人。吕不韦，李皓镧和异人混进戏班出宫，她带人把他们抓起来。吕不韦向赵丹反指她与历后男宠有染。 第14集被呂不韋設計與历后男宠偷奸，赵丹判定她偷奸有罪,还押腰斩。在監獄裡用皓鑭的簪子自盡，死在赵蛟的怀里。 | 原聲   | 成瑤孆   |          |
| 董帆   | 燕云        | 御史府侍女 皓镧贴身侍女 內容 第1集陪同皓镧去见赵蛟，结果看到高敏。本欲替皓镧解释，惨遭高敏命家丁丢进河里谋杀。 |        |          |          |
| 刘诗童 | 芳草        | 御史妇侍女→公子妇贴身婢女→御史妇侍女 岫玉死后回返李府。 內容 第13集打探到高昊阳的下落。 第14集求公子蛟营救牢狱中的岫玉。 第17集自知主母重病，聯合主母沆瀣一氣，等高敏食用砒霜的人蔘片吐血而後驚呼皓鑭殺人，藉以嫁禍於李皓鑭。后被皓镧轻易的揭发阴谋。 |        | 陳琴雲   |          |
| 施小葡 | 某氏        | 大娘 燕云之母 燕云惨遭不测后，自食其力以编织草鞋为生。 內容 第2集无家可归的皓镧巧遇燕云母，决意留下照顾她。在大街卖燕云母编织草鞋。虞浩找皓镧寻仇时，燕云母不幸葬身火海。 |        | 袁淑珍   |          |
| 赵子苏 | 林妈妈      | 御史府仆人 高敏之贴身 受高敏指使，虐待及谋害皓镧。 內容 第4集遭皓镧打晕。 |        | 謝潔貞   |          |

#### 高府
| 演員   | 角色   | 介紹 | 配音 | 粵語配音 | 歷史考證 |
| 杨洪武 | 高猛   | 趙國將軍 高昊阳之父 高少妃之兄弟 高敏之兄 公子蛟之舅父 內容 第17集：前往李府李赫寿宴時因高敏用計自殺誣陷皓鑭欲企图拘捕皓镧。 第32集：與公子蛟密謀逼宮失敗，為了不讓高氏親族被用謀反的罪名滅族而用劍反刺己身而死。 |      | 陳永信   |          |
| 裴子添 | 高昊阳 | 趙國龍驤將軍 高猛之子 高少妃、高敏之侄 公子蛟之表兄弟 岫玉之表哥 李皓镧之继表哥 喜歡殷小春 從小喪母，少時寄居於李赫府。 因高敏与皓镧不和而討厭皓镧。 內容 第13集赵蛟兴奋迎接他，他却冷淡称往见赵丹，赵蛟怒把气发在岫玉身上。 第14集来到牢房时，看到气绝身亡的岫玉，痛打赵蛟，赵蛟把皓镧的簪子交给他。找李皓镧兴师问罪，小春觉得岫玉是咎由自取，用针划破了他的手背，赌气离开了。因岫玉之死，決定與皓鑭為敵。 第15集：發現殷小春幫助李皓鑭竊取藥方藥渣時而追捕殷小春，追捕途中被蛇咬傷，殷小春卻回頭醫治他而對其產生好感。 第17集：前往李府李赫寿宴時因高敏用計自殺誣陷皓鑭欲企图拘捕皓镧。 第37、38集：殷小春假死後，為了送殷小春出城而被太子逸射中毒箭身亡。 |      | 李安邦   |          |

#### 虞府
| 演員   | 角色 | 介紹 | 配音 | 粵語配音 | 歷史考證 |
| 王建国 | 虞平 | 虞司寇 李赫為自己利益及名聲想把李皓鑭嫁給虞司寇为继室。 內容 第2集：得知兒子做的好事，斥責於他。警告他不得再惹是生非。 第39集：在河裡發現虞浩的屍體。以為是皓鑭殺其子而暗自發誓會找皓鑭報殺子之仇 第41集：因欲報皓鑭殺子之仇而殺了公孫將軍後把嬴政壓入水中想淹死他，被殷小春發現後想殺她滅口，卻被假裝昏死的嬴政從背後用匕首刺頸致死。 |      | 葉振聲   |          |
| 宫正楠 | 虞浩 | 虞司寇之子 性格好色、衝動、膽小。曾因為李皓鑭不願嫁入虞家而找李皓鑭麻煩，卻遭李皓鑭羞辱。 內容 第2集当街调戏皓镧。为向皓镧报复时，與燕雲的母親推拉時不慎打翻了燈火，易燃的草鞋瞬間產生大火，隨後倉皇逃離。 第5集瞧见皓镧，发誓除掉她。 第38集找李皓鑭麻煩時被殷小春誤殺，屍體被殷小春丟入護城河裡，身上的錢袋則被殷小春取走。          |      | 蕭徽勇   |          |

#### 吕府
| 演員   | 角色        | 介紹 | 配音   | 粵語配音 | 歷史考證                 |
| 温海波 | 呂鑫        | 呂不韋之父 因瑤姬挑撥而不喜歡皓镧。 內容 第4皓镧回吕府后，瑤姬向他中伤皓镧。 第5集与瑶姬聯手陷害李皓鑭。与皓镧关系恶化。逼吕不韦赶皓镧走，吕不韦言皓镧能助他，唯有妥协。 第17集以性命威胁来阻止吕不韦与皓镧私奔。 第18集被公子蛟陷害偷賣禮器而入獄。 第19集與呂不韋談話後，不甘受辱拿利器劃頸而逝。 |        | 張炳強   | 歷史上並沒有呂父的記錄。 |
| 聶遠   | 吕不韦      | 衛国大商人 吕鑫之子 穆氏之夫 众吕家仆之主 皓镧之情人 细节见主要演員。 | 原声   | 雷霆     |                          |
|        | 穆氏        | 衛国大商人妇 吕鑫之媳妇 吕不韋之妻 众吕家仆之主 已去世。过门三个月后便去世。 |        |          |                          |
| 高雨兒 | 瑤姬        | 吕府舞姬 記恨李皓鑭取代自己的位置。 內容 第3集嫉妒皓镧舞艺出众。向李家透露李皓鑭在呂府，要李赫把李皓鑭帶回去。 第4皓镧回吕府后，向吕鑫中伤皓镧并决定陷害之。 第5集與呂不韋之父聯手陷害李皓鑭不成，遭呂不韋驅逐出呂家。 |        | 魏惠娥   |                          |
| 吳謹言 | 李皓镧/趙姬 | 呂府舞姬 吕不韦之情人 细节见主要演員。 | 王潇倩 | 何璐怡   |                          |
| 鄭龍   | 司徒缺      | 吕府家仆 司徒月之兄 母死后，由吕不韦领回吕家供书教养。吕不韦贴身侍从，对其忠心耿耿。協助夏姬傳遞訊息。喜歡白靈兒。與呂不韋一同演出覬覦主母白靈兒背叛主人而被逐出呂府，轉而假意投靠子傒。 內容 第2集虽然吕不韦与司徒缺救了皓镧，她一却不领情。与吕不韦一起跟踪皓镧。 第4集为求赵胜释放吕不韦与异人，司徒缺赠金条。 第5集吕不韦携他访异人并收买公孙乾，被异人拒其。 第8集奉命到咸阳见秦柱却只见着夏姬。 第10集吕不韦命他通报赵丹岫玉所为。 第47集─因為想親吻白靈兒被下人發現而言語衝撞呂不韋，被呂不韋刺傷趕出呂府差一點死亡，被子傒下人所救。實際上為呂不韋為了安插司徒缺在子傒身邊所安排的一齣戲。 第48集─故意向子傒說出呂不韋暫時用家產來彌補黃金的損失，並利用此事來冤枉呂不韋竊取庫藏黃金。 第49集─刺殺子傒。 第50集─因為白靈兒，怕回去後會連累呂不韋而自盡，白仲認為不該送回呂府而命寧戰就地掩埋他之尸体。 |        | 李凱傑   |                          |
| 张译兮 | 司徒月      | 吕府家仆→赵国后宫婢女 司徒缺之妹 母死后，由吕不韦领回吕家供书教养。对主人吕不韦及皓镧忠心耿耿。后被吕不韦安排入宫协助皓鑭。在宫中多次暗助皓镧度过难关。她见证了吕不韦和李皓镧之间的感情。 內容 第3集吕不韦让司徒月跟随皓镧。 第4集司徒月接应皓镧，成功逃脱。 第9集发现並阻止受萧红叶指使的百合在井里下毒。 第11集成功说服赵丹往牢房看皓镧。皓镧拒当少妃，欲求吕不韦助她。 第13集司徒月通知皓镧赵蛟带数十名將兵追捕异人，皓镧向赵雅求救。 第18集 通知吕不韋及异人前往营救被韩少妃毒打的小春及皓镧。 第32集在公子蛟謀反下，為了幫助吕不韦及李皓镧逃跑而被赵雅追軍刺死，壯烈牺牲。 |        | 何寶珊   |                          |
| 李樹人 | 呂平        | 呂府家僕 |        |          |                          |

### 秦国

#### 秦室
| 演員                  | 角色        | 介紹 | 配音   | 粵語配音            | 歷史考證 |
| 賀鏹                  | 嬴稷        | 秦昭襄王 宣太后之子 嬴柱之父 子傒，异人之祖父 秦始皇，成蟜之曾祖父 释放厉雪黛母子回赵国的条件是，命令范雎让厉雪黛在秦国杀死异人，以为秦国进攻赵国时铲除后患。因白起居功自傲，而多次拒絕領兵，激怒秦王，在呂不韋順水推舟下，殺了白起。和呂不韋談話中提及想殺了范雎。不喜欢华阳，认为她是祸水。 內容 第40集，聽信呂不韋的勸諫，於是擬詔傳位於子楚為繼承大統，並告誡其應當注意呂不韋，隨後而逝。 |        | 招世亮              | |
| 王茂蕾                | 嬴柱        | 秦公子安国君→秦太子→秦孝文王 嬴稷之子 华阳夫人、夏姬之夫 子傒、异人之父 赢政、成蟜之祖父 安国君与正妻华阳夫人一直没有子嗣，庶子子傒已形成势力，但在吕不韦的活动下，华阳夫人成功说服安国君立在赵国担任质子的异人担任继承人。十七年太子，但在位仅三天。 內容 第8集被他冷落到他差点不认得的夏姬，求他派人往赵国救有危险的异人归秦国。 第14集子傒教唆他攻打赵国。 第28集答应华阳夫人收异人为嗣子。 第39集安国君在华阳夫人宫撞见裸男。 第42集因流言蜚语， 安国君派子楚接皓镧赢政进宫。 第44集發現華陽夫人男寵後原本要掐死華陽夫人，反遭華陽夫人拿瓷器擊中頭部而死。 | 原聲   | 翟耀輝              | 歷史上並沒有記載秦孝文王死因，僅記載「秦孝文王暴卒」。 |
|                       | 某氏        | 公子妾→太子妾 嬴柱之妾 子傒之母 已去世。当年安国君被派往赵国当质子，只有她愿意陪同前往。三年后，回秦国时，以为苦尽甘来，怎知被诬陷有情夫，遭处死。临死前把免死金牌留给子傒。此金牌日后救了赵雅一命。 |        |                     | |
| 谭卓                  | 芈华阳      | 秦公子妇华阳夫人→秦太子妇→秦王后→华阳太后→华阳太王太后 楚國羋氏 羋笙歌之妹 熊辰之堂姐 羋絲蘿之堂姑母 嬴柱之继正妻 子傒、子楚之嫡母 赢政、成蟜之嫡祖母 芈云夢之姑祖母 居華陽宮 受宠幸，却膝下無子，后在吕不韦的劝说下，收异人为嗣子。安国君继位，封华阳夫人为王后，异人为太子。后来被尊为华阳太后。 內容 第27集吕不韦成功诱逼羋笙歌进见華陽夫人。 第28集向安国君撒娇答收异人为嗣子。 第38集吕不韋成功送异人归秦险遭子傒处死，幸夏少妃携华阳夫人宫牌及时赶到。异人拜见华阳夫人后，改名为子楚。 第39集华阳夫人与羋笙歌要子楚迎娶絲蘿。 第41集將李皓鑭困於宮外，並派人在嬴政的飲食裡動手腳，以致嬴政得到疫症。原本要派人將李皓鑭送至疫人所，被及時趕到的子楚攔下。 第42集尽管华阳如何阻止子楚，子楚在华阳前坚持封皓镧为太子妇。 第44集因被發現其男寵後原本要被秦孝文王掐死，後來拿瓷器自保誤殺秦孝文王，而嫁禍檀奴。 第45集向子楚及呂不韋坦露背後的傷疤並說出秦孝文王醉酒後不為人知的另一面。 第46集因為庫藏所有黃金皆被竊取，而懷疑李皓鑭想將李皓鑭拿下，反遭李皓鑭言語衝撞，其下人也因擅闖王后宮殿而被杖責八十，因此疑似和子傒結盟。 第47集和公主雅聯手放出嬴政不是子楚兒子和皓鑭與呂不韋私通假消息。 第50集被公主雅說服將陽泉君和宣侯婦做的事撇得乾乾淨淨，並想下毒毒死宣侯婦，得知宣侯婦在獄中自盡後仍因姊妹之情而痛哭。知道公主雅被夏太后處以墨刑後，幫助公主雅利用印記遮蓋墨刑的傷疤與其合作，並要公主雅裝可憐拜託子楚讓自己留在秦宮。 第52集笼络白仲一起对付吕不韋。 第54集华阳与赵雅幸灾乐祸皓镧將有去无回并展开下一步计划。 第55集怂恿絲蘿偷取虎符。 第56集與絲蘿、公主雅、白仲謀反逼子楚退位，本欲前往朝廷，因查閱了日書，又在半路上遇見了嚇唬子楚的蛇，擔心事情曝光，结果返回華陽宮。 第57集將公主雅、羋絲蘿做的事又撇得乾乾淨淨，因絲蘿說自己只是被人利用的棋子，而對絲蘿灌下毒藥。 第58集為了重新建立在秦國的楚國勢力，和呂不韋結盟。 第60集想把云夢公主嫁予嬴政，但嬴政卻愛上驪歌。 第61集因和呂不韋為了讓嬴政迎娶雲夢而故意揭穿太子丹刺殺秦王而間接害死驪歌，深怕自己遭嬴政算帳，而飲毒酒自盡，但卻被嬴政命醫師救活並幽禁於華陽宮。 | 阎萌萌 | 鄭麗麗              | 歷史上華陽夫人羋氏实为续室。歷史上華陽夫人逝世於秦王政17年，但並沒有記載死因。                                                                             |
| 何佳怡                | 夏姬        | 夏少妃→夏太后→夏太王太后 韩国宗室女 嬴柱之妾 異人生母 韩琼华之姨母 赢政、成蟜之生祖母 居望夷宫 安國君眾多妻妾中最不受寵的妃子。因為芈絲蘿挑撥而不喜歡李皓鑭。疼愛成蟜。 內容 第8集司徒缺汇报后，去求差点不认得她的秦柱派人往赵国救有危险的异人归秦国。 第38集吕不韋成功送异人归秦险遭子傒处死，幸夏少妃携华阳夫人宫牌及时赶到。异人拜见华阳夫人后，正试改名为子楚。 第45集子楚繼位被尊為太后。 第46集因為絲蘿怪罪李皓鑭得罪华阳夫人而令华阳夫人和子傒結盟，夏太后命人让皓镧跪于宫前。 第47集夏太后妄聽謠言對政兒欲用押不蘆迷昏取血認親失敗被皓鑭洗臉。與皓鑭不睦。 第48集公主雅告发了吕不韦陪嬴政玩耍之事，激化了夏姬和皓镧的矛盾。夏姬要皓镧放下身段离开子楚，皓镧为了子楚答应此事，卻被子楚阻止。子楚亲自带夏姬去看嬴政，告知夏姬成蟜软弱擔不起秦国大任，嬴政是秦国一统大业的最合适人选。 第50集對公主雅施墨刑，認為公主雅心思歹毒。 第54集夏太后与子楚责备皓镧私自出宫前往南郡平疫并要子楚废后。 第55集不满生面口守卫查问近身宦者及听芈丝萝透露子楚欲立成蟜为太子而欲质问子楚却被芈絲蘿阻挠。 第60集為成蟜封地、自我葬處請旨杜東可以望故國芷陽。 |        | 黃玉娟              | 歷史上並沒有記載韩国宗室女身份。 |
| 王雨                  | 子傒        | 秦国庶公子 赢柱庶子 异人异母兄 趙雅之夫 嬴政、成蟜继伯父 居羽陽宮 知道真正范雅已被公主雅殺害，也知道公主雅真實身分。雖然李皓鑭是子楚之妻，卻非常敬佩她。 內容 第14集子傒教唆嬴柱攻打赵国。 第27集向安国君用苦肉计阻止华阳这收异人为嗣子。 第38集娶伪裝范雅的公主雅。 第46集疑似和華陽太后結盟。 第48集和司徒缺聯手陷害呂不韋竊取庫藏黃金。 第49集因謀反而被司徒缺刺死，死前要他警告呂不韋子楚下一個要對付的是他。 |        | 劉奕希              | |
| 海铃                  | 趙雅/范雅   | 秦國丞相之女(假冒)→秦國王孫婦→秦國公子婦 (冒充)范雎之女 子傒之妻 细节见趙國。 | 朱蓉蓉 | 黃昕瑜              | |
| 茅子俊                | 嬴异人/子楚 | 秦王孙→秦国太子妇嗣子→秦国太子→秦庄襄王→太上皇（追尊） 嬴稷之孙 嬴柱之庶子 夏姬之子 子傒之异母弟 华阳夫人之嗣子 皓镧、絲蘿之夫 嬴政、成蟜之父 居六英宫 细节见主要演員。 | 姜广涛 | 曹啟謙              | |
| 吳謹言                | 李皓镧/趙姬 | 秦王孫婦→秦太子婦→秦國王后→秦國王太后→秦朝帝太后 异人之妻 吕不韦之红颜知己 嬴政之母 居雍門宫 细节见主要演員。 | 王潇倩 | 何璐怡              | |
| 方安娜                | 羋絲蘿      | 芈氏宗氏养女→王孫妇→芈良人 陽泉君之养女 芈笙歌，华阳之堂侄女 子楚之妾 成蟜之母 實為華陽夫人身邊的人，目的為控制子楚，但並不受子楚喜愛，而遭到其他人欺辱。並非羋氏之女，因父母雙亡流落街頭被陽泉君看上其歌聲而收留，在陽泉君府上45名美人中用盡心機脫穎而出，被陽泉君獻給子楚。因為李皓鑭受寵，加上公主雅挑撥，心有不甘而背叛華陽太后轉而投靠夏太后，因公主雅收買而逐漸遠離夏太后轉而投靠華陽太后與公主雅。野心過大，想要取得太后之位。 原型为韩姬 內容 第39集华阳夫人与羋笙歌要子楚迎娶絲蘿。 第40集嫁予子楚。 第41集遭赵雅羞辱不配当太子妇。 第42集奉华阳之命，率子楚众妾参见皓镧，有故意气皓镧之嫌。皓鑭回來秦國後更加遭人欺辱。 第43集为博取子楚，对华阳表示愿意让贤，把太子妇之位让给皓镧。 第45集子楚繼位後原本要被趕出秦宮，後向夏太后求情而留下，卻被子楚迁到偏远宫殿。 第46集向夏太后告發疑似華陽太后和子傒結盟來挑撥夏太后和李皓鑭關係。 第47集被皓镧指着责教子无方，被罚半年宫份。故意向夏姬提及嬴政身世的流言。 第52集練習曲子想讓自己受子楚重視，卻因自己野心過重而被子楚警告，並被告知不要去招惹皓鑭而大怒，後遇到公主雅，公主雅提及與其合作可以讓成蟜當上秦王。 第53集自述聽信公子婦兒送的秦譜，而故意撞見呂相與王后，假装惊讶。事後服侍子楚就寝的亲密样让皓镧瞧见，囂張地向她請安，遭皓镧鞭打三十。 第54集陪同子楚在六英宫歌舞玩乐时被皓镧瞧见。在夏太后与子楚责备皓镧私自出宫前往南郡平疫时在旁火上添油。 第55集露出真正本性，偷了虎符並冒充特使前往護軍營脅迫中尉。因成蟜快被立為太子而高興，期待成蟜當上秦王，自己當上太后， 卻不知是子楚的計謀。因高兴冲昏头脑而软禁子楚，与夏姬撕破脸。同集拿蛇嚇唬子楚被公主雅訓誡。 第56集與華陽夫人、公主雅、白仲謀反逼子楚退位，真正掉入子楚的計謀。 第57集說出華陽太后是幕後指使者，卻因羋氏一族全招認自己才是主謀，被王后處以自絕，本想利用自絕用的匕首刺殺皓鑭，卻被嫪毐阻止，並得知原本成蟜繼位後華陽太后要殺了自己。出言不慎說出皓鑭和華陽太后只是被人利用的棋子而激怒華陽太后，被華陽太后灌下毒藥而死。                                                                           |        | 劉惠雲              | 嬴異人妾羋氏劇中為成蟜的生母，歷史原型為韩国人「韓姬」，「羋良人」為虛構，也不是由華陽夫人賜婚。                                                           |
| 佟梦实 童年：石悦安鑫 | 嬴政        | 秦王曾長孙→秦王孫→秦太子→秦王→始皇帝 赢柱、夏姬之孙 华阳夫人之嗣孙 异人与皓镧之子 成蟜之异母兄 喜歡燕國太子婦驪歌 文武雙全，個性果決，因為天賦異稟，也因為是皓鑭和子楚的兒子，所以被子楚立為太子，被子楚努力栽培。因為李皓鑭過於寵愛和從小備受欺壓而霸道無理。因為皓鑭獨自把自己撫養至八歲，所以十分尊重皓鑭，也很聽從皓鑭的話。後期為了替皓鑭平反和子楚發生激烈衝突。 內容 第35集皓镧誕下赢政。 第41集差點被虞平陷害溺死在河裡，假裝昏死，爾後發現殷小春被掐在地上，隨手拿了姬丹送的匕首刺向虞平的背部。 第42集被杜女官準備誤食犯禁之物水芹，導致全身紅疹、發高燒。 第46集出言頂撞夏太后。 第47集夏太后欲用押不蘆迷昏取血認親。 第48集呂不韋假意与其玩耍，实则教他兵法。 第52集白仲見嬴政習武有成，便邀嬴政比試。嬴政的馬被白仲所驚，嬴政親手把馬殺死。回宮後嬴政裝作從馬上墜落生病，藉以跟皓镧撒娇，被皓鑭揭穿。嬴異人的病越來越重，但他依然讓人瞞著皓鑭。 第55集嬴政怒闯六英宫质问子楚为何软禁皓镧并奚落芈丝萝不配与他对话，结果惨遭子楚掌掴，鞭二十及禁足曲台宫。 第56集在朝廷上皓镧遭赵雅用刀挟持结果被赢政救下。 第61集因發現燕太子意圖禍害大秦，嬴政因驪歌為保燕太子而自盡而痛哭。 | 袁聪宇 | 李鎮然 童年：魏惠娥 | 歷史上並沒有任何秦始皇嬴政的皇后與妃嬪的相關記載，但據歷史學家推測，秦始皇嬴政時期來自楚國的華陽夫人執政，所以估計秦始皇皇后或許來自楚國宗室。             |
| 徐王子 童年：王羿鹍   | 成蟜        | 秦王曾孙→秦王孫→秦公子→长安君 赢柱、华阳夫人、夏姬之孙 子楚、羋絲蘿之庶子 赢政之异母弟 子嬰、子卿之父 不受子楚寵愛。 內容 第44集與母親撞見久未見面的父親正親自教授異母兄嬴政箭矢，而非忙於公務，遂憤而逃離。 第46集與赢政抢子楚所赠之弓。 第52集自己發燒想請醫師，卻因大部分醫師為贏政治療而沒有醫師可以為其醫治。 第55集假裝政兒以下犯上，自己要被立為太子，實際上是子楚為了逼羋絲蘿等一群人動手。 第61集於屯留起兵造反，要被押回咸陽，卻中途落跑，最終死於嫪毐之手，其正妻、妾室被關入大牢，遺子則被皓鑭收養。 |        | 童年：張頌欣        | |
|                       | 子婴        | 長安君之子→秦国孤儿→秦太后養子→秦三世 成蟜之子 子卿的雙胞胎兄弟 皓镧之養子兼無血緣關係的孫子 後成為雍城孤儿之一。 內容 第61集由嫪毐带往皓镧处。 第62集白仲以狸貓和一名死去的孤兒屍體作其替身，放入麻袋交差。 |        |                     | 歷史上的秦三世，秦朝最後一名皇帝。生世不确，可为嬴政孙或异父弟，根据年龄与背景较大可能性为成蟜之子。歷史上赵姬与嫪毐有两个孩子，姓名不詳。后被秦始皇处死。 |
|                       | 子卿        | 長安君之子→秦国孤儿→秦太后養子 成蟜之子 子婴的雙胞胎兄弟 皓镧之養子兼無血緣關係的孫子 後成為雍城孤儿之一。 內容 第61集由嫪毐带往皓镧处。 第62集白仲以狸貓和一名死去的孤兒屍體作其替身，放入麻袋交差。 |        |                     | 歷史上赵姬与嫪毐有两个孩子，姓名不詳。后被秦始皇处死。 |
| 聶遠                  | 吕不韦      | 秦国少府監→秦国丞相文信侯 异人之合伙人 皓镧之蓝颜知己 嬴政之仲父 细节见主要演員。 | 原声   | 雷霆                | |
| 卢卓                  | 趙高        | 秦国宦者 實為公主雅暗插在嬴政身邊的細作。 內容 第47集被公主雅派至嬴政身邊带着嬴政贪图玩乐。 第52集数年来仍然一直继续奉承及教唆赢政不学无术。 第55集赢政惨遭子楚惩罚，假装对他不离不弃。 第61集放出消息說嫪毐和皓鑭私通。 第62集陷害嫪毐、呂不韋、李皓鑭，想替公主雅報仇。 |        | 童年：林丹鳳        | |
| 谭旭                  | 檀奴        | 秦国樂師 實為华阳夫人之男寵。 內容 第45集挾持華陽夫人反被華陽夫人刺殺，死前還維護華陽夫人殺了王上而幫忙圓謊。 |        | 李鎮然              | |
| 張渟渟                | 杜思        | 秦国后宫女官 華陽夫人身邊的人，在嬴政的飲食動手腳，谎称嬴政得到疫症。原本要把李皓鑭一行人送至疫人所，被及時趕到的子楚攔下，事後被子楚處以杖斃。 內容 第41集出言侮辱皓镧及小春并怂恿华阳王后阻止皓镧母子入宫。 第42集企图掌刮小春幸亏被皓镧阻止。后被子楚处以杖毙。 |        | 伍秀霞              | |
| 小乔                  | 琥珀        | 皓鑭貼身婢女 不喜歡嫪毐 內容 第46集携赢政前往夏太后宫替皓镧求情结果赢政出言頂撞夏太后。 第53集在替皓镧与吕不韋在太子宫交谈时看守被赵雅派来的人打晕。 第62集把嫪毐趕出雍城，同集被他刺殺。 |        | 林元春              | |
| 孫小敏                | 阿市        | 赵雅貼身婢女 |        |                     | |
| 陳玥                  | 蒜子        | 絲蘿貼身婢女 |        |                     | |

#### 白府
| 演員   | 角色      | 介紹 | 配音 | 粵語配音 | 歷史考證                                 |
| 彦凯   | 白起      | 秦国武安君 戰功彪炳，為秦國打下無數勝仗。為長平之戰一事而耿耿於懷，並認定之後再攻下趙國是無望了而多次拒絕出任統帥。間接被呂不韋害死。 內容 第30集殺死趙國45萬大軍，原本想攻下邯鄲，范雎為保被封為嗣子的異人和預防白起的野心而阻止白起攻下邯鄲。 第40集經秦昭襄王口述白起已經被自己下令賜死。 |      | 朱子聰   |                                          |
| 李川   | 白仲/衛寥 | 秦国少將軍→武术老师 白起之子 白灵儿之兄 吕不韋之妻舅 殷小春之恋人 是名武将，对兵法有一定的见地，被秦始皇封于太原。英勇善战，聪慧敏锐，对排兵布阵有独到的见解，加上从小就跟着父亲带兵打仗，其战斗能力和领兵天赋更是不在话下。从抗拒到接受，后来竟爱上了殷小春，两人性格都很强势，愈顯般配，被殷小春治得服服貼貼。 內容 第43集小春解救因被毒箭擊中的白仲。 第52集因聽信是呂不韋害死白起而投靠華陽太后，同集想要嚇唬嬴政，讓嬴政墜馬，嬴政反殺死馬兒。 第53集霸气的白仲开始与小春交往。前往南郡瘟疫地区，不愿小春冒险一同去。 第54集白仲阻止小春陪同皓镧一起进入疫区。 第56集白仲向小春保证不会伤害皓镧母子。與華陽夫人、公主雅、羋絲蘿謀反逼子楚退位。小春用口喂白仲喝的送行酒实为迷幻药。原想刺死呂不韋，卻刺死保護呂不韋的白靈兒，因白靈兒死前請求，所以子楚並未殺他。 第58集被皓鑭收買成為嬴政的武術老師衛寥。 第62集向嬴政提及利用呂不韋之手殺死嫪毐，同集嬴政想接皓鑭回宮時，告知嬴政:皓鑭曾安排衛寥幫設計除掉嫪毐和呂不韋，並希望嬴政可以實現當初向皓鑭承諾統一六國的約定。 | 原声 | 張方正   |                                          |
| 卜冠今 | 白靈兒    | 秦国官家小姐→相邦妇 白起之女 白仲的妹妹 吕不韋之妻 個性單純、任性。 喜歡呂不韋，後因得知呂不韋為保護子楚間接害死白起而痛恨呂不韋，後來原諒他。 內容 第27集誤闖呂不韋房間，被呂不韋綑綁一晚，對呂不韋有好感。 第43集在公主雅的安排和子楚的推薦下博得秦孝文王一笑，准予嫁予呂不韋。 第47集因為白仲欲殺阿滿而对殷小春有所不满，同集聽信呂不韋和王后的流言而去質問呂不韋，更因出言不遜，使呂不韋大怒。 第51集聽信華陽太后所言是呂不韋害死自己的父親而痛恨呂不韋。 第52集要見白仲時，因公主雅派人騎馬撞擊白靈兒，而被撞瘋。 第53集病情已康复却隐瞒小春并命下人將小春锁于房内。 第54集將小春製成的避疫丹盡數毀去，亡羊補牢請小春去南郡藥鋪製藥 第56集為保護呂不韋而被白仲刺死。临死前求子楚与吕不韋放过白仲。 |      | 陳皓宜   | 歷史上並沒有記載白起是否有生育任何女兒。 |
| 姜彭   | 寧戰      | 秦国偏將 白仲的副将 表面上看对白仲忠心耿耿，實為子楚派到白仲身邊監視其一舉一動的因間，一直跟随白仲驰骋沙场，是他视为最为重要的心腹。也对小春好，在白仲想要殺殷小春的時候為她辯解。 內容 第43集求小春解救因被毒箭擊中的白仲。 第56集在與白仲反叛後講述自身身為王上的反間，而被白仲刺死。 |      |          |                                          |
| 滕艺   | 阿滿      | 白仲婢女→白靈兒婢女 自小在白府伺候，对白仲掏心掏肺。 內容 第47集因偷聽白仲與殷小春對話本該依白家家規處死，被白靈兒救下。 第48集為了回到白仲身邊，也為了白靈兒，想要取得呂不韋與王后私通的證據。 第49集在呂府內找到帕子，說是皓鑭在趙國時給呂不韋的帕子，被陽泉君所知，用來逼子楚退位，卻被子楚以帕子是趙國並沒有的蜀錦所製，且該繡法是近期才有的帶過，事後遭呂不韋以冤枉自己還狡辯而處死。 |      | 詹健兒   |                                          |
| 陈宸白 | 巧兒      | 白靈兒婢女 知道呂不韋曾為了皓鑭做簪子。 |      | 成瑤孆   |                                          |

#### 范府
| 演員   | 角色 | 介紹 | 配音   | 粵語配音 | 歷史考證                                                                   |
| 谭建昌 | 范雎 | 秦国丞相应候 魏国公族支庶子弟 在魏國因遭人陷害逃至秦國，後來捎信給范雅，將范雅接回秦國後嫁予子傒。把范雅嫁予子傒的目的為控制子傒。不知道真正范雅已被公主雅殺害。 內容 第43集因魏王派人想把范雎接回魏國，被呂不韋攔下。呂不韋順水推舟和子楚共謀，陷害范雎私見魏王，遭秦孝文王關押。 |        | 陳欣     | 歷史上並沒有秦國公子子溪娶范雎女兒的記錄，亦沒有范雎妻子和兒女生平的記載。 |
| 徐沐婵 | 范雅 | 秦国丞相之女 心地善良。從小因其父在魏國遭人陷害逃至秦國而分離。 內容 第37集在往秦國的路上遇到公主雅並收留她，在馬車上因為給遊民食物而被遊民攻擊，受傷時遭公主雅殺害，其身分被公主雅冒用頂替。死前詛咒公主雅不得好死。不知道公主雅真實身分。                                        |        | 詹健兒   | 虚构人物。                                                                 |
| 海铃   | 趙雅 | 秦國丞相之女(假冒) (冒充)范雎之女 细节见趙國 | 朱蓉蓉 | 黃昕瑜   |                                                                            |
| 顾凯丽 |      | 范雅乳母 內容 第37集原本和范雅要去秦國，中途收留公主雅，因為范雅給遊民食物而被遊民拖下車攻擊，看見公主雅殺害范雅，得知公主雅要嫁予子傒而跑去找子傒告發，但因子傒認為公主雅還有用處而被子傒處死。不知道公主雅真實身分。 第38集向子傒指认赵雅为范雅冒充者。                          |        | 林丹鳳   |                                                                            |

### 楚国
| 演員   | 角色   | 介紹 | 配音   | 粵語配音 | 歷史考證 |
| 赵久毅 | 熊完   | 楚太子→楚考烈王 鐘情公主雅。 內容 第12集与魏国使者争抢向赵丹跟赵雅求婚。厉后不喜狂妄的他。 |        | 麥皓豐   | 歷史上楚考烈王羋完確實在李園與春申君的安排下娶趙國女子為妻，但並非趙孝文王之女，而是李園的妹妹，春申君的妻子李嫣。                             |
| 刘敏   | 羋笙歌 | 楚国宗室女→秦宣侯府雀奴→秦宣侯妾→秦宣侯妇 楚国芈姓宗室没落旁枝 秦宣太后的侄女 华阳夫人之姐 熊宸之堂姐 羋絲蘿之养堂姑母 芈云夢之姑祖母 居秦国 身為高貴的楚國貴族，早年間喪夫，獨自一人撐起了整個府邸，曾靜是美麗善良的少女，但是為了家族的利益不惜一切代價，為了穩固華陽夫人的地位，最終她不惜犧牲自己。喜歡呂不韋。经吕不韦游说，劝说妹妹收从赵国接回秦国的异人为嗣子，好在新君即位后，无子的华阳夫人与阳泉君姐弟能继续享受尊崇。 內容 第27集吕不韦成功诱逼羋笙歌进见華陽夫人。羋笙歌阻止熊宸谋杀进见华阳夫人的吕不韦。 第38集气吕不韦避见她，強挟他上船。 第42集子楚吕不韦再度拒绝芈笙歌。 第50集和子傒謀反的事情曝光遭打入大牢，知道華陽太后想要殺死自己，但因姊妹之情而吞下碎陶自盡，腸穿肚爛，並畫了一隻烏龜要呂不韋不要小看姊妹之情。 | 刘芊含 | 曾秀清   | 歷史上並沒有記載華陽夫人姐姐宣侯婦的名字和生平，亦沒有記載宣侯婦的死亡日期與死因。                                                             |
| 周云深 | 熊宸   | 楚国宗室子→阳泉君 楚国芈姓熊氏宗室没落旁枝 羋笙歌，华阳夫人之堂弟 羋絲蘿之养父 芈云夢之叔祖父 居秦国 起初对吕不韦不友善。子傒撺掇芈宸前去阻挠吕不韦游说，劝说华阳收从赵国接回秦国的异人为嗣子。 內容 第27集企图谋杀进见华阳夫人的吕不韦，被羋笙歌阻止。 第49集因為汙衊呂不韋和王后有私情和嬴政並非子楚兒子來逼子楚退位，遭宣侯婦在朝廷上當場刺殺。 |        | 蕭徽勇   | 歷史上並沒有記載陽泉君的名字。 |
| 方安娜 | 羋絲蘿 | 芈氏宗氏养女 熊宸之养女 芈笙歌，华阳之堂侄女 细节见秦国。 |        | 劉惠雲   | |
| 徐好   | 芈云夢 | 楚國公主 羋笙歌，华阳夫人，熊宸之侄孙女 不想當上秦國王后，認為自己才可以主宰自己的命運，後來不滿嬴政想揮之即來揮之即去，決定要當上秦國王后。認為楚國並非弱國，可以和秦國抗衡而在任何人面前無理放肆。 內容 第59集被楚王派至和嬴政提親，因傷害驪歌被華陽太王太后賞耳光，同集救下被燕國刺客攻擊的嬴政。 第60集因不滿嬴政娶驪歌為王后而攔下燕國公主馬車時發現刺客來自燕國而告知呂不韋。 第61集原本要嫁入秦國當王后，因驪歌之死，嬴政不再娶王后，皓鑭取消嬴政婚禮，所以未能嫁入秦國，被華陽太王太后送回楚國，離開前向華陽太王太后保證自己一定要當上秦國王后。 |        | 魏惠娥   | 歷史上並沒有任何秦始皇嬴政的皇后與妃嬪的相關記載，但據歷史學家推測，秦始皇嬴政時期來自楚國的華陽夫人執政，所以估計秦始皇皇后或許來自楚國宗室。 |

### 燕國
| 演員   | 角色 | 介紹 | 配音 | 粵語配音 | 歷史考證 |
| 刘瑜峰 | 姬丹 | 燕国太子→秦国质子 姬冰之兄 驪歌之情人 冒充驪歌之堂兄 兒時困於邯鄲，和嬴政關係要好，嬴政回到秦國不久後，被燕王接回燕國。 內容 第41集 送了一支匕首給嬴政。 第59集 被送至秦國當質子。 第60集 因涉嫌殺害嬴政被呂不韋質問，後被嬴政救下。 第61集 謀害嬴政事情曝光，因驪歌為保姬丹而自盡，被嬴政永遠困於秦國。                             |      | 張預東   | 劇中燕太子丹因謀害嬴政而被囚禁秦國，但歷史上在秦國攻佔燕國後，燕王喜聽信趙國代王嘉之計，將太子丹斬首以獻秦國，以解秦王之怒。 |
| 张晗   | 姬冰 | 燕國公主 姬丹之妹 內容 第59集 不想嫁入秦國王室而逃跑。 |      | 羅孔柔   | 虚构人物。 |
| 方楚彤 | 驪歌 | 准燕国太子妇→冒充燕国公主→冒充燕国宗室女→准秦国王后 姬丹之情人 冒充姬丹之堂妹 冒充隨姬冰來到秦國的陪嫁媵妾，实为姬丹之情人。外表柔弱，内心坚毅。与嬴政相处的过程中渐渐爱上了嬴政。 內容 第59集因燕國公主冰逃走而假冒燕公主。 第60集被嬴政看上欲取其為王后，遭云夢直接攔下馬車挑釁。 第61集和燕太子丹關係曝光，因对太子丹失望而自盡。 |      | 何寶珊   | 歷史上並沒有任何秦始皇嬴政的皇后與妃嬪的相關記載。                                                                           |

### 韩国
| 演員   | 角色   | 介紹 | 配音 | 粵語配音 | 歷史考證 |
| 何佳怡 | 夏姬   | 韩国宗室女 韩琼华之族姨母 细节见秦国 |      | 黃玉娟   | |
| 張楠   | 韓琼华 | 韓國嫡公主 嫪毐之异母姐 夏姬之族甥女 異人之族表妹 弄玉之姑母 公子羽之情人 為韓國第一美人, 被送往趙國當禮物，实为当细作。 （更多細節請見趙國） |      | 張頌欣   | |
| 朱戬   | 嫪毐   | 韓國庶公子→騎奴→秦王衛士→宮中衛尉→秦國長信侯 韩琼华异母弟 弄玉之小叔父 皓镧之义弟 因為是女奴之子，所以只有韩琼华承認其血統。原本離開韓國要去趙國找韩琼华，卻被秦軍當成邊民掠回，因為韩琼华在死後仍拜託人捎信給自己，所以一直相信韩琼华還活著。實際上為了韓國，想要刺殺嬴政，被皓鑭看穿。 內容 第41集 被秦兵毒抓去当俘虏。被赵雅戏虐时，幸芈笙歌出手相救要了他。 第50集 芈笙歌死后，被士兵毒打时遇到皓镧，说出自己是韩琼华弟弟，皓镧闻言救了他，堅決不信韩琼华已死。 第52集为报韩琼华临死前之救命之恩，皓镧嘱咐小春继续照顾嫪毐。 第53集解救被白灵儿命下人將锁于房内的小春，却心狠手辣的將无辜的白家下人杀死。 第54集吕不韋命嫪毐护送皓镧回咸阳。 第55集助皓镧杀掉芈丝萝派来的两名刺客时候受伤了。琥珀替他服药时趁机向皓镧询问韩琼华生前的事情。 第60集 和弄玉聯手，假裝弄玉刺殺嬴政被嫪毐救下，讓嫪毐可以得嬴政信任。 第59集宮門的守衛看到嫪毐也紛紛拿他和太后開玩笑，結果嫪毐和他們打了起來。皓鑭看到嫪毐負傷很是奇怪，讓人去調查到底發生了什麼事情，才知道了這些傳言。皓鑭把嫪毐調去給秦王做侍衛，避免他再被人非議。 第61集 被皓鑭提升為宮中衛尉，同集又被皓鑭提升為長信侯。 第62集 因擅自更動皓鑭屋內擺設而使其大怒，被琥珀趕出雍城，因趙高挑撥，加上為了韓國，決意謀反，竊取太后璽以方便調度兵力，最後被嬴政刺死，參與謀逆者皆處以車裂之刑。 |      | 陳灝瑋   | 历史上家世不明。他是秦國的假宦官，以大阴茎和強悍的性能力闻名，被吕不韋引进為趙姬的面首。赵姬完全為嫪毐的「巨陰」痴狂，令她欲罢不能，其間竟意外懷孕，和他通姦生两子。偽造了趙姬與秦始皇的印信以讓其門客調兵謀反,事發後被秦始皇所誅。 |
| 陈叶玲 | 弄玉   | 韓國公主 韓琼华,嫪毐之侄女 被韓王派至秦國殺害嬴政 內容 第59集 想與嫪毐聯合殺害嬴政。 第60集 欲殺害嬴政被嫪毐阻止，後來拿嫪毐的劍自盡。 第62集 皓鑭揭露實際上是自己難以殺害嬴政，所以和嫪毐合作，故意裝作刺殺失敗，讓嫪毐更深嬴政信任，並讓嫪毐之後再刺殺嬴政。 |      | 葉曉欣   | |
| 郑胜利 |        | 韩国使臣 奉韩王命出使赵国 内容 第18集 奉韩王命将琼华公主献给赵王。 |      |          | |

### 魏國
| 演員 | 角色   | 介紹                                                                                                 | 配音 | 粵語配音 | 歷史考證 |
|      | 魏圉   | 魏安釐王 龙阳君之情夫 魏公主之父 內容 第60集派女儿前往秦国出席嬴政的选后宴会惨遭嬴政奚落有龙阳之好。 |      |          |          |
|      | 龙阳君 | 魏王男宠 魏圉之情夫 內容 第60集公主前往秦国出席嬴政的选后宴会惨遭嬴政奚落为魏王男宠。                |      |          |          |
|      | 魏氏   | 魏国公主 魏圉之女 內容 第60集公主前往秦国出席嬴政的选后宴会惨遭嬴政奚落魏王有龙阳之好。              |      |          |          |
| 周杰 | 百里松 | 魏国使臣 代表魏国向赵雅求婚。 內容 第12集与熊完争抢向赵丹跟赵雅求婚。                                |      |          |          |

### 齐國
| 演員   | 角色 | 介紹 | 配音 | 粵語配音 | 歷史考證 |
|        | 田某 | 齐国太子 齐王建田建之子 內容 第60集据华阳太王太后，与芈云梦年龄相仿，文武双全。                                                                      |      |          |          |
| 陈宝国 | 茅焦 | 呂不韋的齊人門客→秦国上卿 第二十八名进谏者。 內容 第62集呂不韋派來幫皓鑭求情，跟嬴政說如果繼續囚禁皓鑭，嬴政會被說是不孝之人，且會影響自己統一六國。 |      |          |          |

## 收視（香港）

### 翡翠台
本劇於香港無綫電視翡翠台及myTV SUPER7日跨平台總收視之紀錄：
| 週次 | 集數  | 日期                                    | 收視率 | 備註                                          |
| 1    | 1-6   | 2019年2月4日、2019年2月6日–2019年2月9日 | 21點   | 星期一及三至五總收視22.1點 星期六總收視20.3點 |
| 2    | 7-13  | 2019年2月11日–2019年2月16日             | 24點   | 星期一至五總收視24.8點 星期六總收視21.2點     |
| 3    | 14-19 | 2019年2月18日–2019年2月23日             | 23點   | 星期一至五總收視25.3點 星期六總收視21點       |
| 4    | 20-24 | 2019年2月25日–2019年3月1日              | 24點   | 星期一至五總收視23.7點                        |
| 5    | 25-31 | 2019年3月4日–2019年3月9日               | 24點   | 星期一至五總收視24.2點 星期六總收視20點       |
| 6    | 32-36 | 2019年3月11日–2019年3月15日             | 25點   | 星期一至五總收視24.8點                        |
| 7    | 37-43 | 2019年3月18日–2019年3月23日             | 23點   | 星期一至五總收視24.8點 星期六總收視21.5點     |
| 8    | 44-50 | 2019年3月25日–2019年3月30日             | 25點   | 星期一至五總收視25.3點 星期六總收視點         |
| 9    | 51-55 | 2019年4月1日–2019年4月5日               | 25點   | 星期一至五總收視25.1點                        |
| 10   | 56-62 | 2019年4月8日–2019年4月14日              | 26點   | 星期一至五總收視26.1點 星期六總收視點         |
| 全劇 | 全劇  | 全劇                                    | 24點   | 全劇平均總收視點                              |

### J2
本劇於香港無綫電視J2直播收視之紀錄：
| 週次 | 集數   | 日期                           | 直播收視 | 備註                    |
| 11   | 48－52 | 2023年10月16日－2023年10月20日 | 2.5點    | 最高單集（第49集）2.7點 |
| 12   | 53－57 | 2023年10月23日－2023年10月27日 | 2.8點    | 最高單集（第56集）3.3點 |
| 13   | 58－62 | 2023年10月30日－2023年11月3日  | 2.6點    | 最高單集（第62集）2.9點 |

## 电视原声带

### 中国大陆
| 曲序 | 曲目           |        | 作曲 | 演唱         |
| ---- | -------------- | ------ | ---- | ------------ |
| 1.   | 月出（主題曲） | 于正   | 陸虎 | 陸虎、黃雅莉 |
| 2.   | 化羽（片尾曲） | 王耀光 | 高瑩 | 高雨兒       |

### 香港
| 曲序 | 曲目               |        | 作曲   | 演唱   |
| ---- | ------------------ | ------ | ------ | ------ |
| 1.   | 心有不甘（主題曲） | 張美賢 | 張家誠 | 菊梓喬 |

## 電視節目的變遷
| 香港 無綫電視翡翠台／ 澳門 TVB Anywhere翡翠台 星期一至五 20:30-21:30、星期六 20:30-22:30 · 2月5日、3月2日及3月16日暫停播映 · 2月23日（星期六）20:30-21:30（只播映一集） · 4月1日起取消星期六播映時段 · 4月14日（星期日）21:30-23:30 | 香港 無綫電視翡翠台／ 澳門 TVB Anywhere翡翠台 星期一至五 20:30-21:30、星期六 20:30-22:30 · 2月5日、3月2日及3月16日暫停播映 · 2月23日（星期六）20:30-21:30（只播映一集） · 4月1日起取消星期六播映時段 · 4月14日（星期日）21:30-23:30 | 香港 無綫電視翡翠台／ 澳門 TVB Anywhere翡翠台 星期一至五 20:30-21:30、星期六 20:30-22:30 · 2月5日、3月2日及3月16日暫停播映 · 2月23日（星期六）20:30-21:30（只播映一集） · 4月1日起取消星期六播映時段 · 4月14日（星期日）21:30-23:30 |
| --- | --- | --- |
| | 皓鑭傳 （2019年2月4日－2019年4月14日） | |
| 守護神之保險調查 （2018年12月24日－2019年2月2日） | 倚天屠龍記 （星期一至五 20:30 - 21:30） （2019年4月15日－2019年6月21日）小戏骨 （星期六20:30 - 21:30） （2019年4月6日－2019年5月11日）廉政行動2019 （星期六21:30 - 22:30） （2019年4月6日－2019年5月4日）                           | |
| 香港 無綫電視翡翠台 星期一至五 10:30 - 11:30（ 若當日為公眾假期暫停播映 ）每次播放兩集，（5月19日、6月14日、7月1日及15日暫停播映）                                                                                                  | | |
| 三生三世十里桃花 （重播） （2021年2月2日－2021年4月20日） | 皓鑭傳 （重播） （2021年4月22日－2021年7月22日) | 射鵰英雄傳 （重播） （2021年8月9日－2021年10月20日） |

| 澳洲 無綫翡翠台 星期二至六 20:30 -21:30 星期日 20:30-22:30 2月6日、3月3日及3月17日暫停播映 2月24日（星期日）20:30-21:30 （只播映一集） 4月15日（星期一）21:30-23:30 4月2日起取消星期日時段 | 澳洲 無綫翡翠台 星期二至六 20:30 -21:30 星期日 20:30-22:30 2月6日、3月3日及3月17日暫停播映 2月24日（星期日）20:30-21:30 （只播映一集） 4月15日（星期一）21:30-23:30 4月2日起取消星期日時段 | 澳洲 無綫翡翠台 星期二至六 20:30 -21:30 星期日 20:30-22:30 2月6日、3月3日及3月17日暫停播映 2月24日（星期日）20:30-21:30 （只播映一集） 4月15日（星期一）21:30-23:30 4月2日起取消星期日時段 |
| --- | --- | --- |
| | 皓鑭傳 （2019年2月5日－2019年4月15日） | |
| 守護神之保險調查 （2018年12月25日－2019年2月3日） | 倚天屠龍記 （2019年4月16日－2019年6月22日）創意先行者 星期日 20:30 - 21:30 （2019年4月7日－2019年5月12日）廉政行動2019 星期日 21:30 - 22:30 （2019年4月7日－2019年5月5日）                 | |

| 马来西亚 Astro AOD、Astro AOD HD 星期一至五 20:30-21:30、星期六 20:30-22:30 · 2月5日、3月2日及3月16日暫停播映 · 2月23日（星期六）20:30-21:30 （只播映一集） · 4月14日（星期日）21:30-23:30 | 马来西亚 Astro AOD、Astro AOD HD 星期一至五 20:30-21:30、星期六 20:30-22:30 · 2月5日、3月2日及3月16日暫停播映 · 2月23日（星期六）20:30-21:30 （只播映一集） · 4月14日（星期日）21:30-23:30 | 马来西亚 Astro AOD、Astro AOD HD 星期一至五 20:30-21:30、星期六 20:30-22:30 · 2月5日、3月2日及3月16日暫停播映 · 2月23日（星期六）20:30-21:30 （只播映一集） · 4月14日（星期日）21:30-23:30 |
| --- | --- | --- |
| | 皓鑭傳 （2019年2月4日－2019年4月14日） | |
| 守護神之保險調查 （2018年12月24日－2019年2月2日） | 倚天屠龍記 （2019年4月15日－2019年6月21日） | |

| 新加坡 HUB娛家戲劇台 劇集首映 星期一至五 21:00 - 22:00 | 新加坡 HUB娛家戲劇台 劇集首映 星期一至五 21:00 - 22:00 | 新加坡 HUB娛家戲劇台 劇集首映 星期一至五 21:00 - 22:00 |
| ------------------------------------------------------ | ------------------------------------------------------ | ------------------------------------------------------ |
|                                                        | 皓镧传 （2019年5月15日－2019年8月8日）                 |                                                        |
| 老男孩 （2019年3月13日－2019年5月14日）                | 倚天屠龍記 （2019年8月9日－2019年10月17日）            |                                                        |

| 臺灣 八大第一台 星期一至五 21:00 - 22:00   | 臺灣 八大第一台 星期一至五 21:00 - 22:00                                                   | 臺灣 八大第一台 星期一至五 21:00 - 22:00 |
| ------------------------------------------ | ------------------------------------------------------------------------------------------ | ---------------------------------------- |
|                                            | 皓鑭傳 （2019年10月30日 - 2020年1月24日）                                                  |                                          |
| 將軍在上 （2019年9月13日－2019年10月29日） | 後宮甄嬛傳（重播） （2020年1月27日－2020年5月11日）羋月傳 （2020年5月12日－2020年8月19日） |                                          |

| 香港 無綫電視J2 星期一至五 19:30 - 20:30 | 香港 無綫電視J2 星期一至五 19:30 - 20:30              | 香港 無綫電視J2 星期一至五 19:30 - 20:30 |
| ---------------------------------------- | ----------------------------------------------------- | ---------------------------------------- |
|                                          | 皓鑭傳 （2023年8月10日－2023年11月3日）               |                                          |
| 安家 （2023年6月9日－2023年8月9日）      | 有翡 （星期一至日） （2023年11月6日－2023年12月26日） |                                          |